# Revoluția neolitică

Harta ce dezvaluie originea agriculturii si extinderea ei: Semilun Fertila - 11 000 i.en., bazinele fluviilor Yangtze si Galben - 9000 i.en., Inaltimile din Noua Guinee - 9000-6000 i.en., Mexic - 5000-4000 i.en., Nord-Estul Americii de Sud - 5000-4000 i.en., Africa Sub-Sahariana - 5000-4000 i.en., estul Americii de Nord - 4000-3000 i.en.

Revoluția neolitică,  Tranziția demografică neolitică sau Revoluția agriculturii a fost o tranziție la scară majoră în istoria omenirii, fiind efectuată tranziția de la oamenii vânători-culegători la oamenii sedentari, cultivatori de plante și crescători de animale (într-un cuvânt, a apărut omul fermier). Prin această tranziție, populația umană a crescut.
Prin stabilirea unor așezări, oamenii și-au putut permite să observe și să experimenteze încrucișarea și cultivarea plantelor.  Această nouă abilitate i-au dus la domesticirea plantelor.   
Dovezile arheologice indică domesticirea varietătilor tipurilor de plante și animale în locuri separate pe planetă de la debutul epocii Holocenului, în jurul aniilor 12 000 i.e.n.
  . 
Revoluția Neolitică mai este cunoscută și ca prima revoluție agricolă din istorie. Alimentația s-a diversificat, omul având posibilitatea de a consumă vitamine, carbohidrați  sau proteine în cantități  mari și mai variate, schimbându-și permanent viață nutrițională și funcționarea organismului, fapt ce a dus la accelerarea abilităților cognitive.  
Revoluția Neolitică a implicat adoptarea unui set limitat de tehnici de producție alimentară. De-a lungul mileniilor, grupurile mobile de vânători-culegători ce au dominat mai mult de 90% din istoria speciei umane s-au transformat în societăți sedentare non-nomadice, având ca baze așezările rurale și orașele. Aceste societăți au transformat radical mediul natural prin cultivarea vegetalelor prin activități ca irigarea terenurilor și defrișarea pădurilor spre a permite producția unui surplus de mâncare. 
Dezvoltarea a oferit bazele densității populației în așezări, lărgind specializarea și divizarea muncii. Cu cât era mai mare surplusul de mâncare, cu atât erau mai mulți oameni bine hrăniți și dispuși să muncească altceva decât să cultive, orientându-se spre activități comerciale, meșteșugărești , artistice și arhitecturale. Apare conceptul de Proprietate. 
Societatea s-a ierarhizat, făcându-și apariția administrațiile centrale și structurile politice, precum și ideologiile ierarhice.  Încep să apară primele  forme de scris și  fiscalitatea. 
Cele mai vechi civilizații devoltate au fost în Egipt, în Mesopotamia și Valea Indusului, toate acestea făcându-și apariția la începutul epocii bronzului.   
Relația dintre caracteristicile neoliticului cu dezvoltarea agriculturii rămân în continuare subiecte de dezbatere academică care mai degrabă variază de la un loc la altul decât să se bazeze pe legea universală a evoluției sociale. 
Levantul este văzut ca locul cu cele mai vechi elemente ce indică Revoluția Neolitică în jurul aniilor 10 000 i.e.n., urmat de Semiluna Fertilă.  
Revoluția Neolitică a adus multe invenții la lumina precum roată olarului, plantarea ceralelor și dezvoltarea formelor de scriere, dar și dezvoltarea matematicii și astronomiei care erau puse într-o legătură majoră cu agricultura. 

## Dezvoltarea Agriculturii

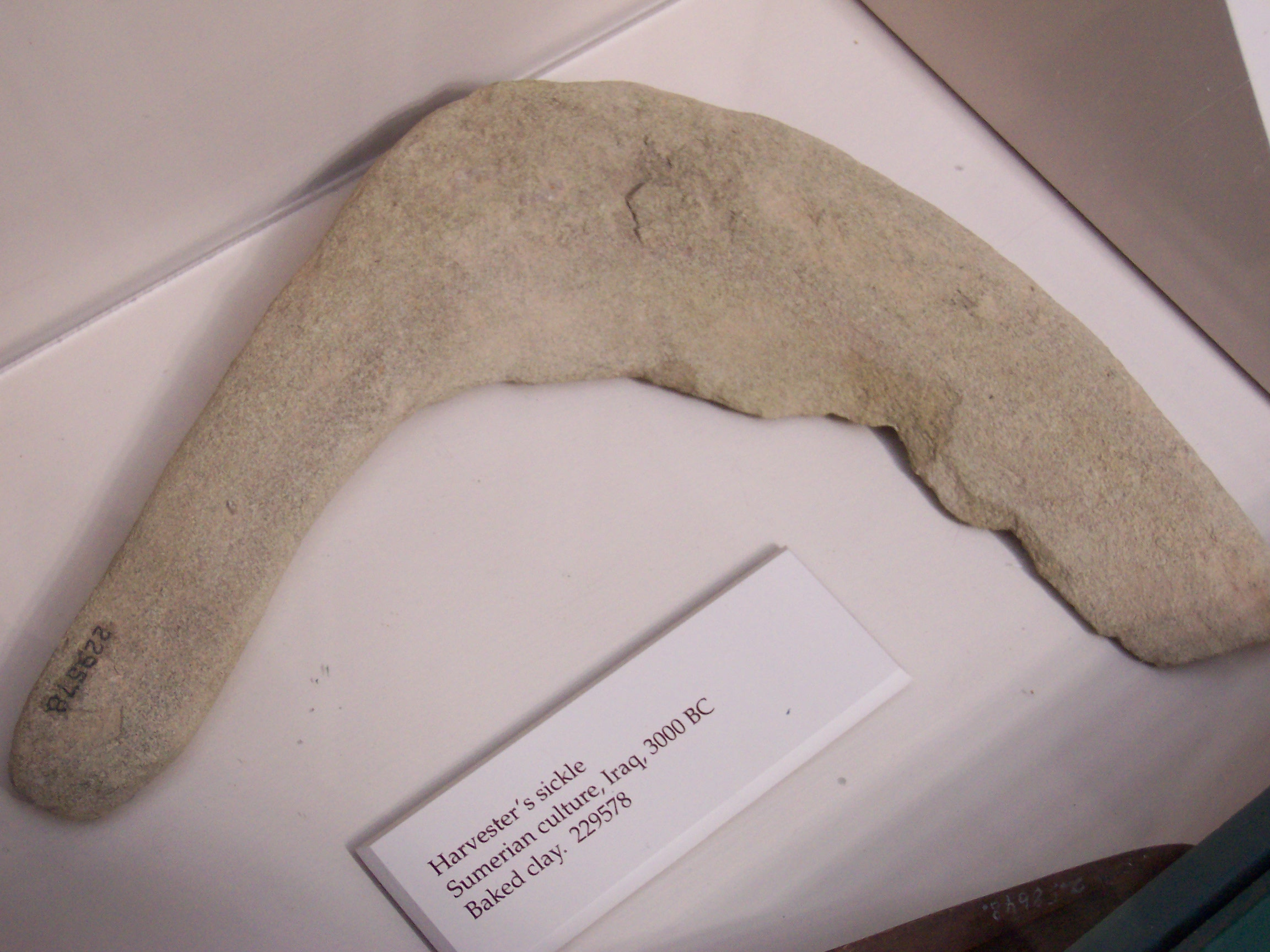
Cosor sumerian ce dateazǎ din mileniul al III-lea î.e.n.

Termenul de Revoluție Neolitică a fost inventat în 1923 de V. Gordon Childe care a descris seria de revoluții agricole din istoria Orientului Mijlociu Antic. Perioada descrisă ca o " revoluție"  denotă o importanță de o mare semnificație în ce privește schimbarea comunităților și adoptarea, practicarea și rafinarea agriculturii.   
Începutul acestui proces are loc în mai multe regiuni în anii 10 000 i.e.n.-8000 i.e.n. în Semiluna Fertilă. Tranziția este asociată cu transformarea nomadului vânător-culegător în fermierul sedentar prin domesticirea speciilor de plante și animale variate, fiind de asemenea influențat de cultura locală. 
Totuși, în câteva regiuni din Asia de Sud-Est s-au găsit câteva indicii ce sugerează că tranziția nu a fost lineară, ci după specificul regiunii.   
Au fost emise destule teorii privind declanșarea revoluției agricole:
- Teoria Oazei, propusă de Raphael Pumpelly în 1908, popularizată de V. Gordon Childe, aduce în discuție seceta și lipsa hranei ce a determinat comunitățile umane să fie atrase de oaze și să domesticească animalele din mediul înconjurător în loc să le vâneze și să colecteze semințe pentru a cultiva plante. Teoria are în prezent un suport foarte mic căci mulți arheologi susțin că clima din perioada respectivă era mai degrabă umedă decât secetoasă.  [15]
- Ipoteza Flanșele înguste  propusă de Robert Braidwood în 1948 sugerează că agricultura a început în flanseele înguste din Munții Taurus și Zagros, unde climă era destul de satisfăcătoare pentru ca oamenii să se apuce să cultive varietăți de plante .  [16]
- Modelul Festivității propusă de Brian Hayden sugerează că agricultură a fost declanșată de dorința ostentativă a concentrații puterii prin festivități  a liderilor triburilor  . [17]
- Teoriile demografice propuse de Carl Sauer sugerează că populația sedentară a crescut așa de mult încât și-a permis să-și lărgească capacitatea de păstrare a proviziilor din mediul înconjurător și necesita mai multă hrană decât putea să producă din vânătoare și cules.
- Younger Dryas susține că încheierea epocii glaciare poartă o mare responsabilitate pentru extincția megafaunei și că acestea l-a determinat pe om să-și dobândească hrana prin alte mijloace pentru a supraviețui.

Cu toate că mulți cercetători susțin că plantele au fost cultivate din anii 12 000 i.en., au fost găsite de către arheologi oseminte de animale ce par ar fi fost domesticite acum 14-15 000 de ani. 

## Domesticirea plantelor

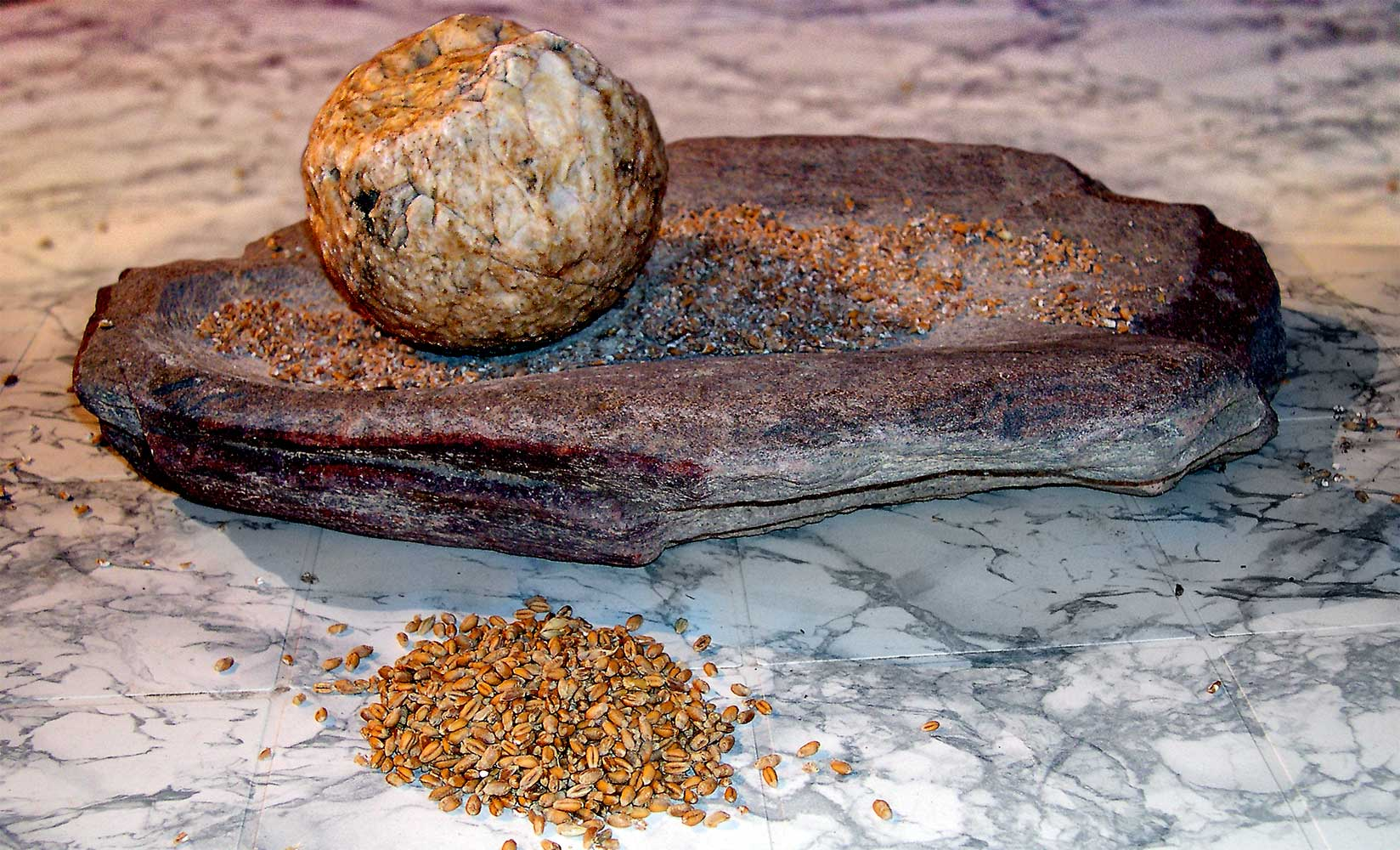
Pietre neolitice folosite la macinarea graului

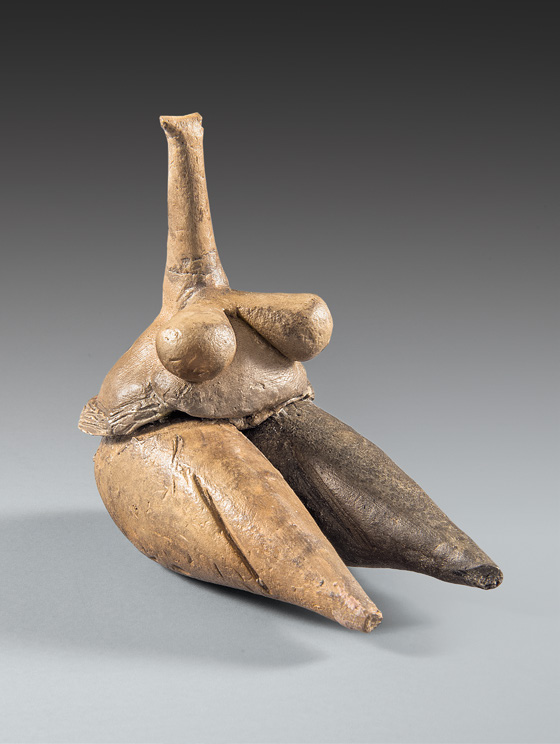
Figurina feminina umana din lut de la Tappeh Sarab, Kermanshah ca. 7000-6100 i.e.n., ce reprezinta zeita fertilitatii - Muzeul National al Iranului

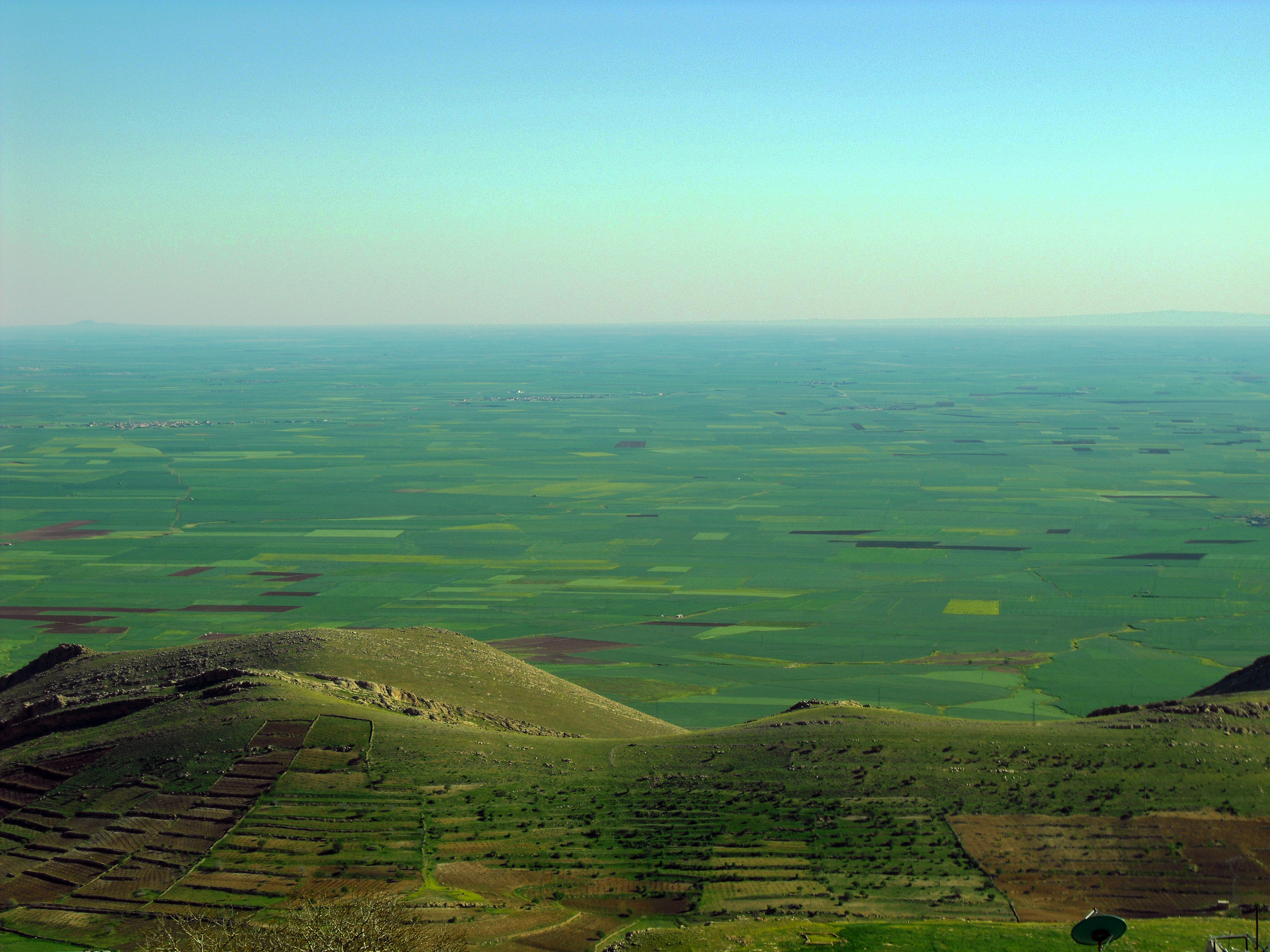
Terenuri din Mardin, Turcia

Odată ce agricultura a început să câștige impuls, în jurul anului 9000 î.e.n, activitatea umană a dus la creșterea selectivă a cerealelor  (începând cu   emmer, alac și orz) . Plantele cu caracteristici precum semințe mici sau gust amar ar fi fost văzute ca nedorite. Plantele care și-au vărsat rapid semințele la maturitate au avut tendința să nu fie adunate la recoltare, deci nu au fost depozitate și nu au fost însămânțate în următorul sezon; ani de recoltare au fost selectați tulpini care și-au păstrat semințele comestibile mai mult timp.
Mai multe specii de plante, "culturile de pionieri" sau culturile fondatoare neolitice, au fost identificate de Daniel Zohary, care a subliniat importanța celor trei cereale și a sugerat că domesticirea inului, mazărei, năutului, viei și lintei amare a venit puțin mai târziu.   Gordon Hillman și Stuart Davies au efectuat experimente cu soiuri de grâu sălbatic pentru a arăta că procesul de domesticire ar fi avut loc într-o perioadă relativ scurtă, cuprinsă între 20 și 200 de ani  . Unele dintre aceste încercări de pionierat au eșuat la început și culturile au fost abandonate, uneori fiind reluate și reușite să se domolească cu mii de ani mai târziu: secară, încercată și abandonată în Anatolia neolitică, și-a făcut drumul spre Europa ca semințe de buruieni și a fost domesticită cu succes în Europa . Lalele sălbatice au prezentat o altă problemă: majoritatea semințelor sălbatice nu germinează în primul an; prima dovadă a domesticirii lentilelor, rupând dormanșa în primul lor an, a fost descoperită în neoliticul timpuriu la Jerf el Ahmar (în Siria modernă) și s-a răspândit repede spre sud, către sit-ul Netiv HaGdud din Valea Iordanului . Acest proces de domesticizare a permis culturilor fondatoare să se adapteze și, eventual, să devină mai mari, mai ușor de recoltat, stocat și mai utile pentru populația umană.
Rădăcinile selecționate ale  orzului sălbatic și ovăzului sălbatic au fost cultivate la  Gilgal I, unde în 2006   arheologii au găsit cacheuri de semințe din fiecare în cantități prea mari pentru a fi luate în considerare chiar și prin colectare intensivă, la straturi databile de acum 11 000 de ani. Unele dintre plantele încercate și apoi abandonate în timpul perioadei neolitice din Orientul Apropiat antic, în locuri precum Gilgal, au fost ulterior cu succes domesticite în alte părți ale lumii.
Odată ce agricultorii timpurii își perfecționau tehnicile agricole cum ar fi irigarea, culturile lor   generau surplusuri care aveau nevoie de depozitare. Cei mai mulți colectori de vânători nu au putut să păstreze ușor hrană pentru mult timp datorită stilului lor de viață migrator, în timp ce cei cu o locuință sedentară  puteau să-și păstreze boabele excedentare. În cele din urmă s-au dezvoltat hambarele care au permis satelor să își păstreze semințele mai mult timp. Deci, cu mai multe alimente variate, populația s-a extins și comunitățile s-au dezvoltat, rezultând lucrători specializați și instrumente mai avansate.
Procesul nu a fost linear cum s-a crezut odată, ci un efort mai complicat, care a fost întreprins de diferite populații umane în diferite regiuni în multe moduri diferite.

### Orientul Mijlociu și Apropiat -Semiluna Fertilă

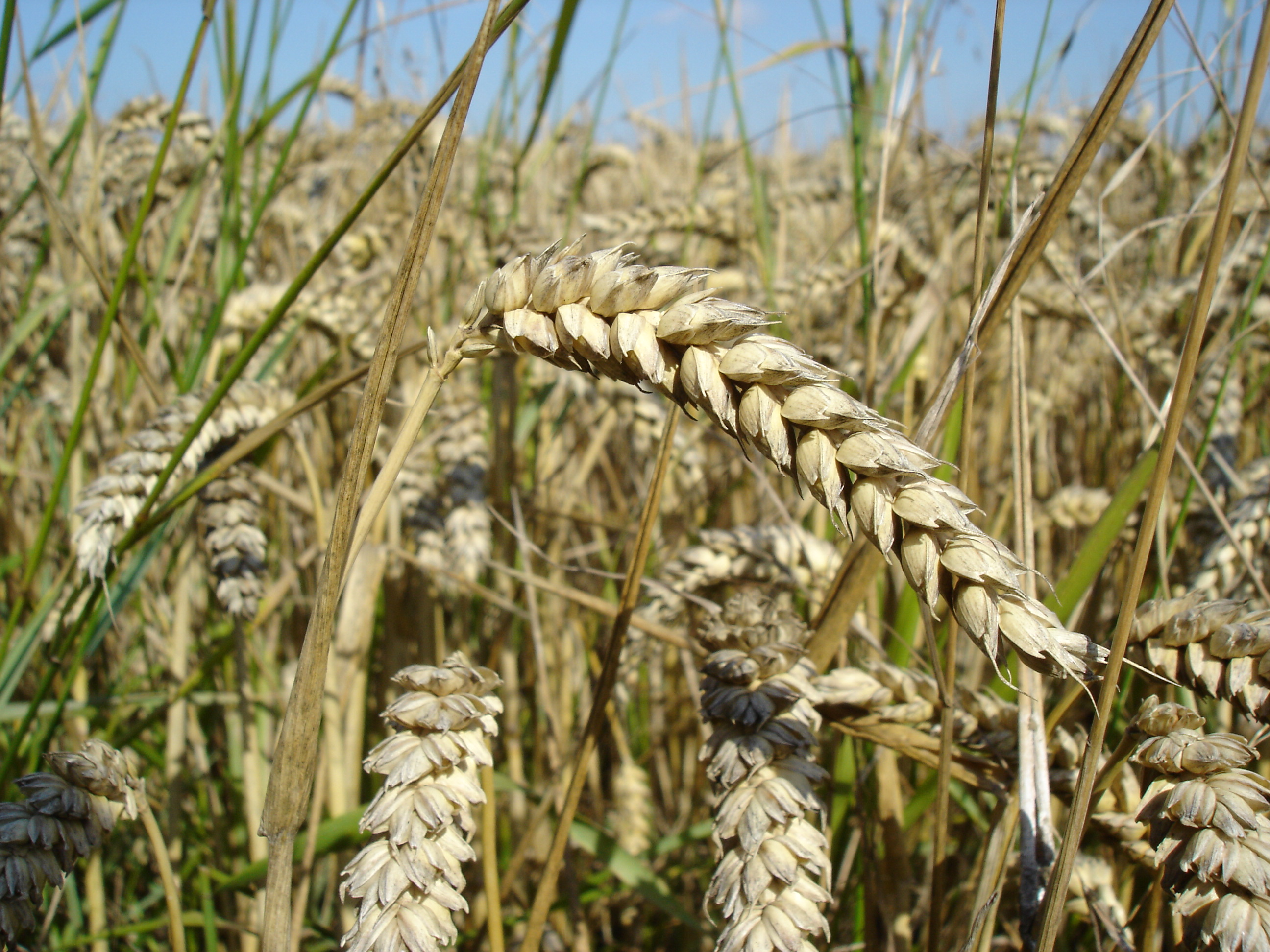
Graul domesticit era  folosit in principal  la prepararea painii si alte preparate fainoase
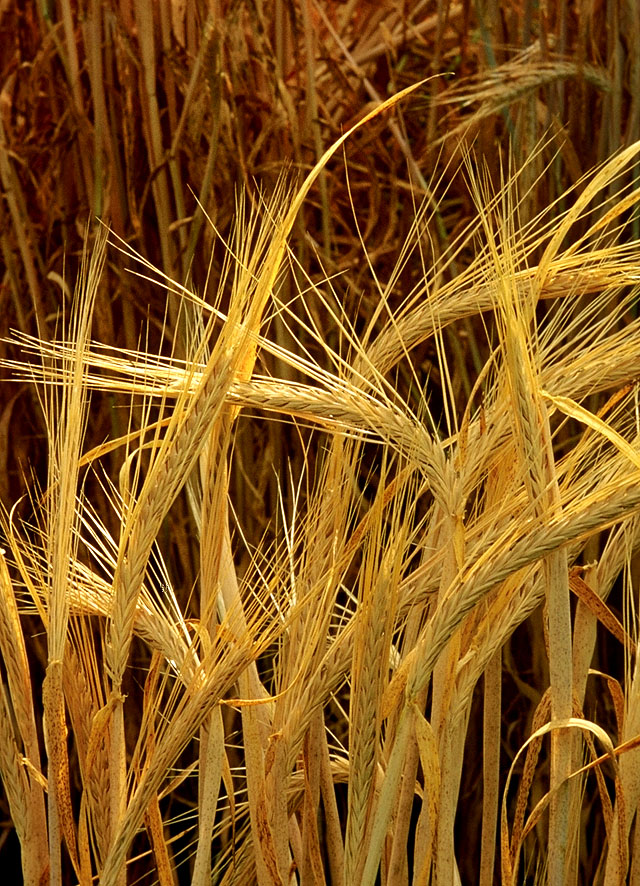
Orzul domesticit era folosit la prepararea berii de catre sumerieni
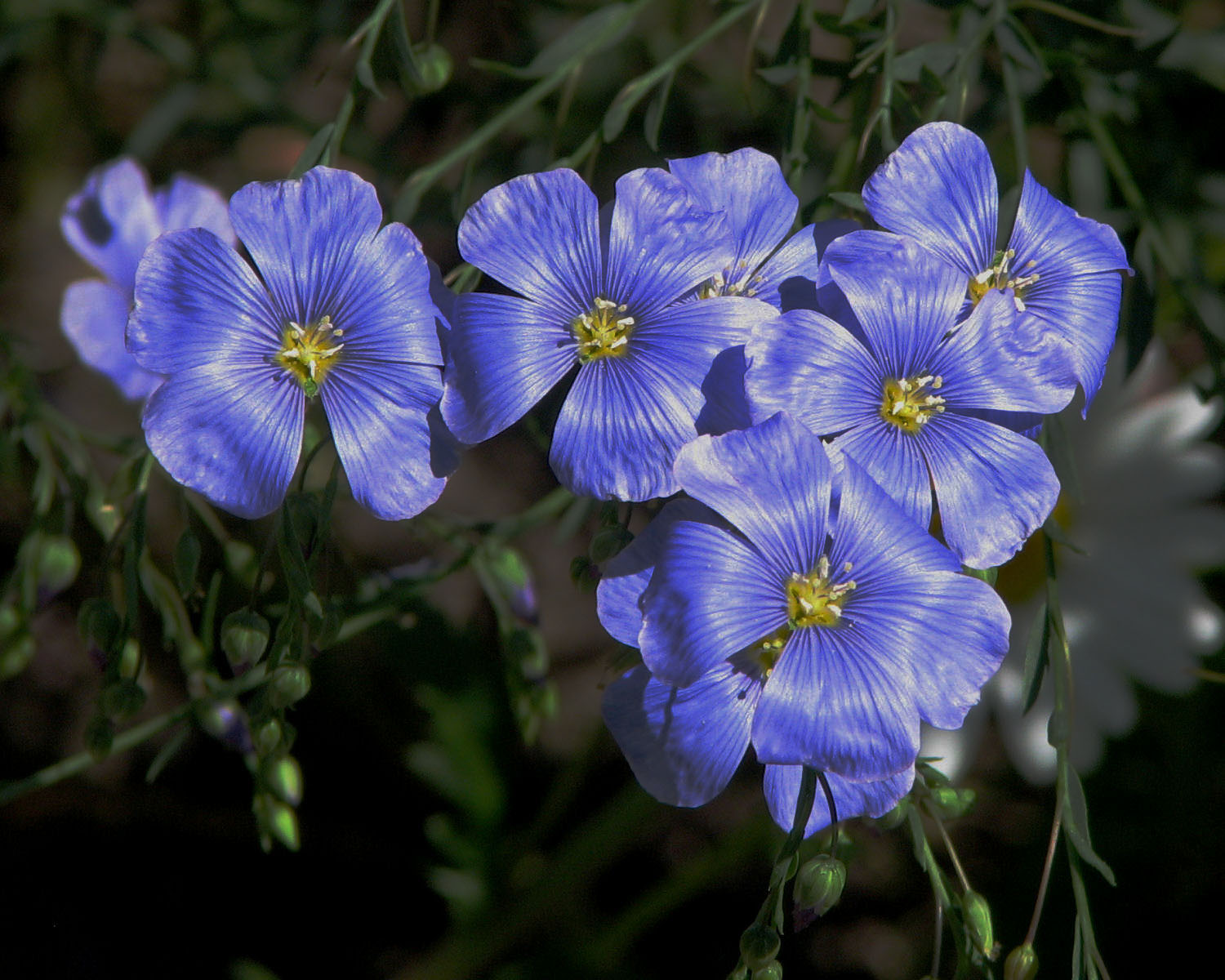
Florile de In erau o sursa primara  ce furniza vestimentatie locuitorilor orientului mijlociu
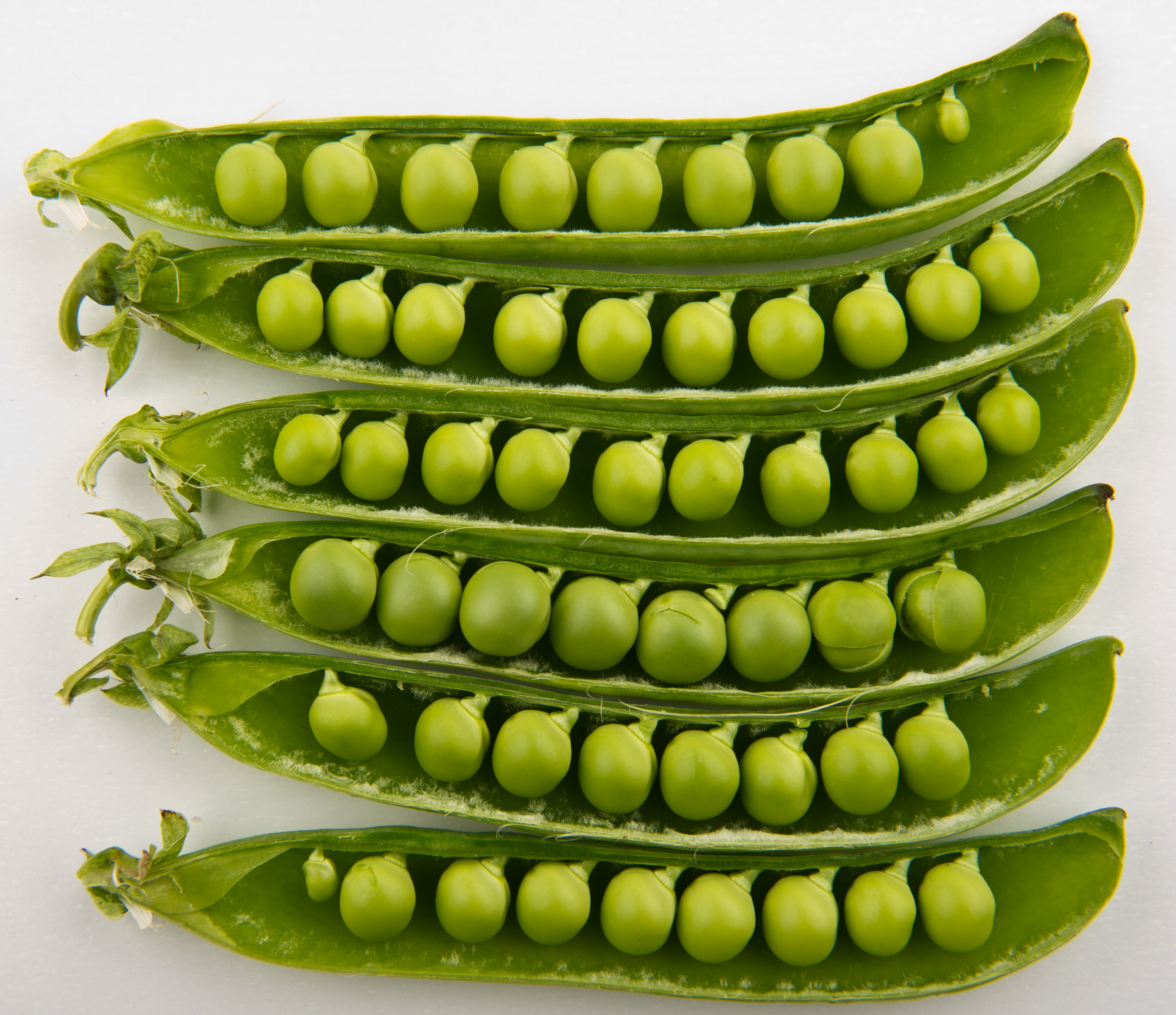
Mazare
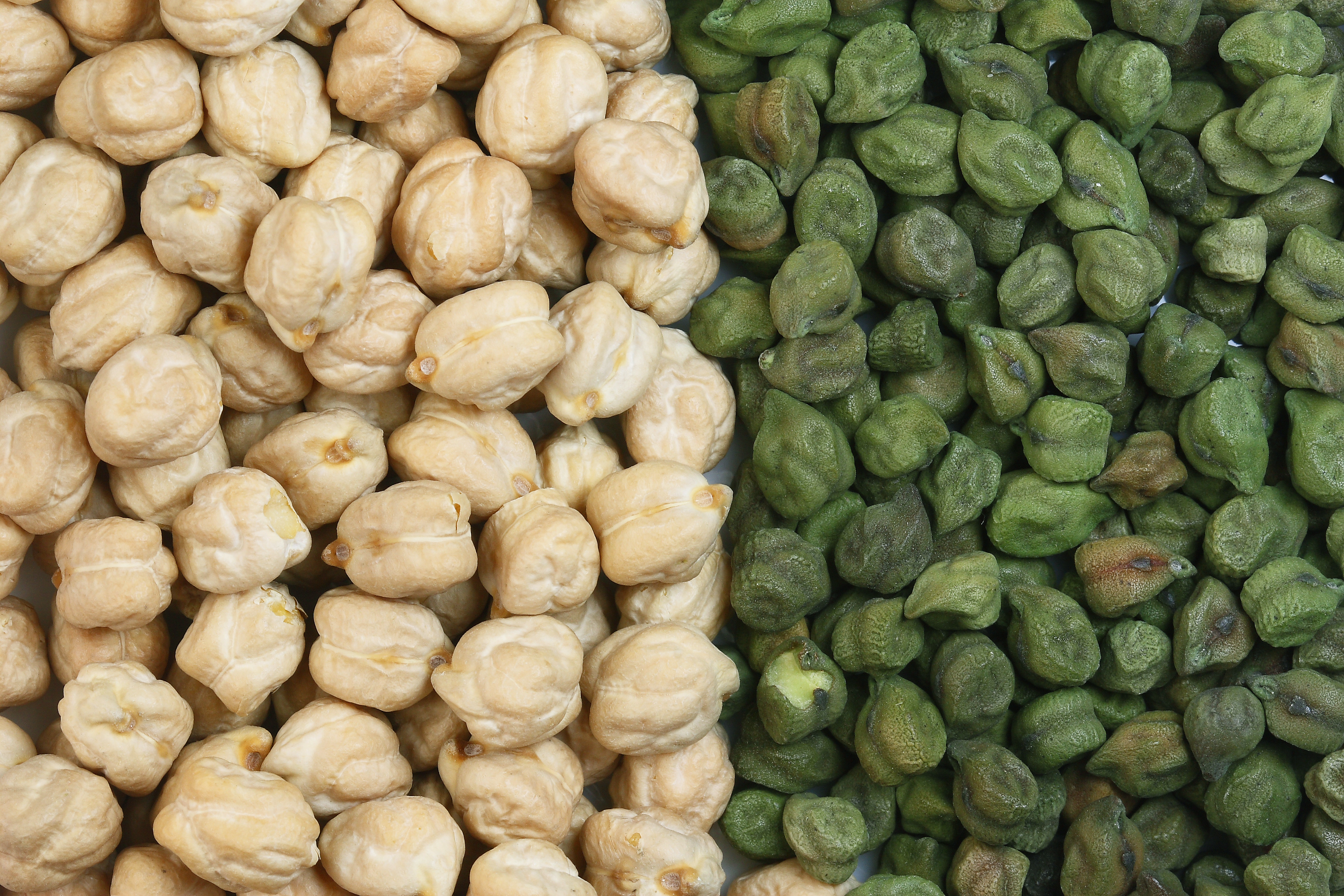
Naut
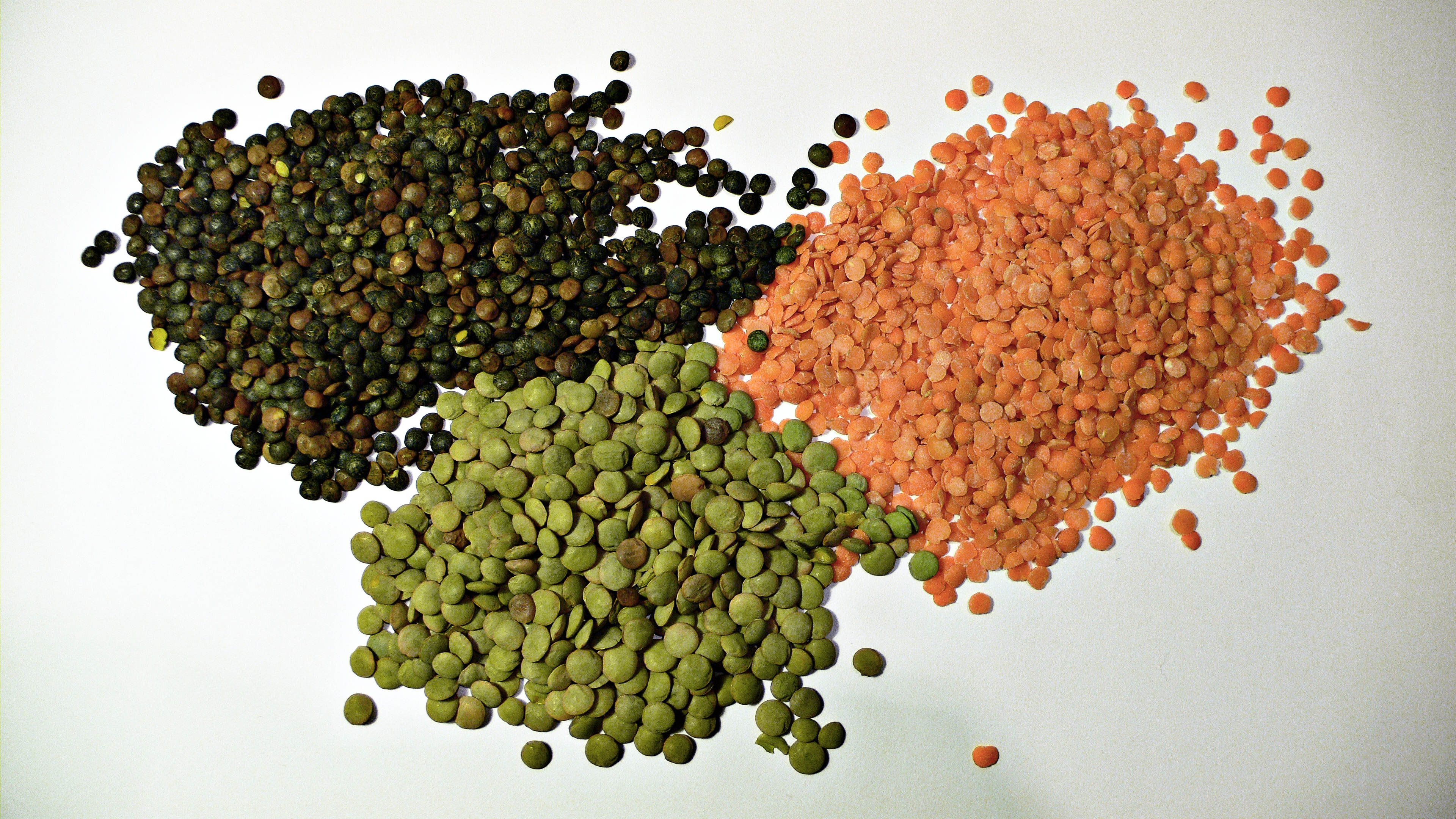
Linte

Se crede că în această regiune din valea râurilor Tigru și Eufrat   a fost locul unde a luat naștere Agricutura acum 12 000 ani.  Trei tipuri de cereale au fost cultivate (grâul alac, grâul emmer și orezul), patru legume (linte, mazăre, ciupercă  și năut) și in. Climatul mediteranean ce constă în sezoane de vara secetoase cu scurte perioade ploioase a favorizat recolte bogate de cereale precum 
Grâul este originar din Asia de sud-vest. Cele mai vechi dovezi arheologice referitoare la cultivarea grâului au fost descoperite în așa numitul Corn al Abundenței (regiune fertilă în vestul Asiei, care cuprinde teritoriul Siriei, Iordaniei, Turciei, Armeniei și Irakului (de astăzi). Acum aproximativ 9000 de ani, o specie de grâu sălbatică (einkorn, Triticum boeoticum) a fost recoltată și apoi cultivată de către locuitorii acelor meleaguri, fapt confirmat de dovezile arheologice ale agriculturii sedentare din zonă. Aproximativ 1000 de ani mai târziu, o mutație a survenit în cadrul altei specii de grâu, numită emmer (Triticum dicoccoides), rezultând o plantă cu boabele mai mari, care nu se mai puteau împrăștia în bătaia vântului. Deși această plantă nu s-ar fi putut reproduce în sălbăticie, oferea mai multă hrană pentru oameni și astfel a întrecut celelalte specii, devenind primul strămoș al varietăților moderne de grâu.
La început, boabele de grâu se pare că erau consumate crude, mai apoi fiind prăjite sau fierte în apă, sau sub formă de turte, făcute din făina grosieră rezultată prin măcinarea lor între două pietre. 

### China

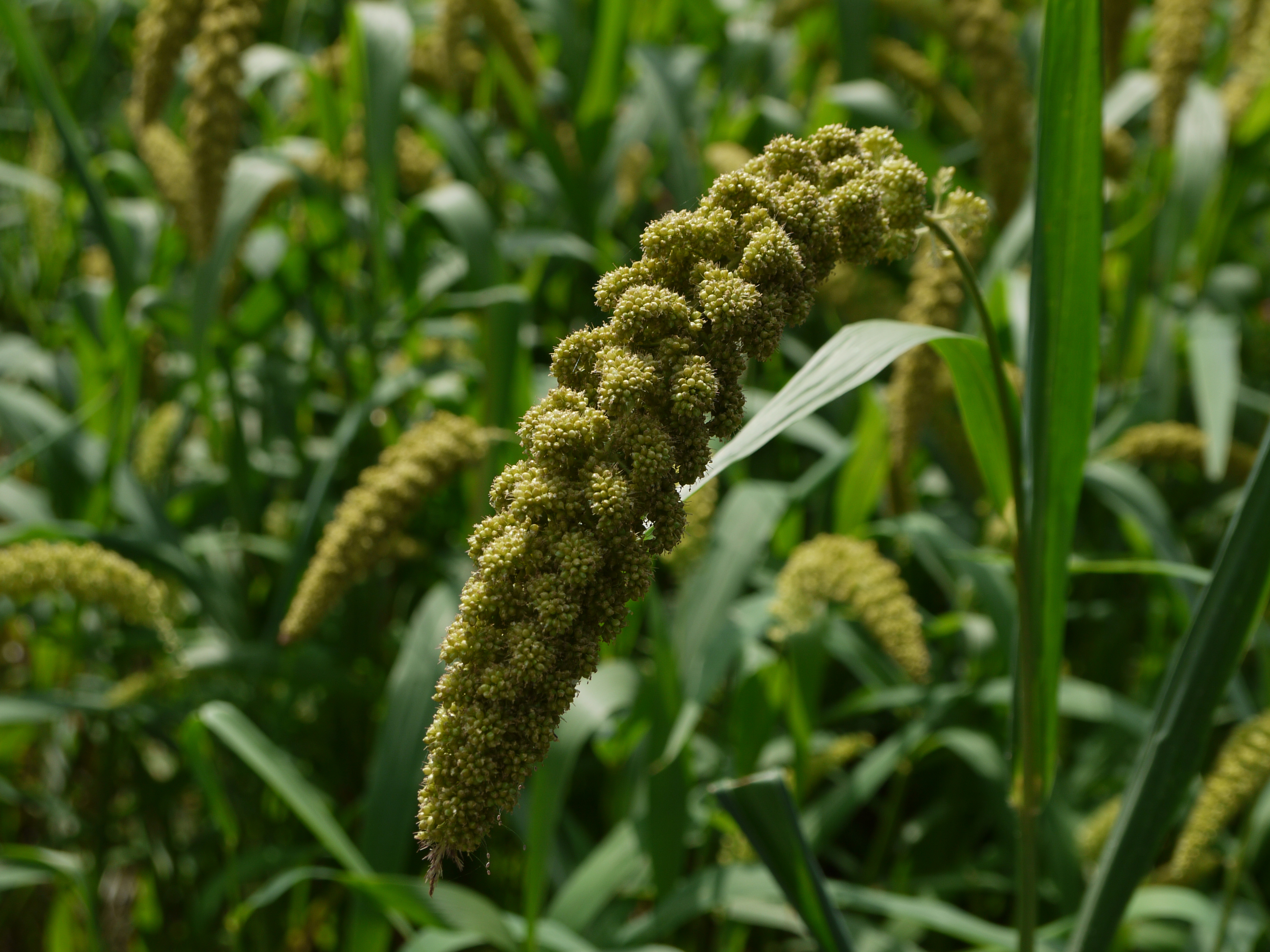
Mei Japonez
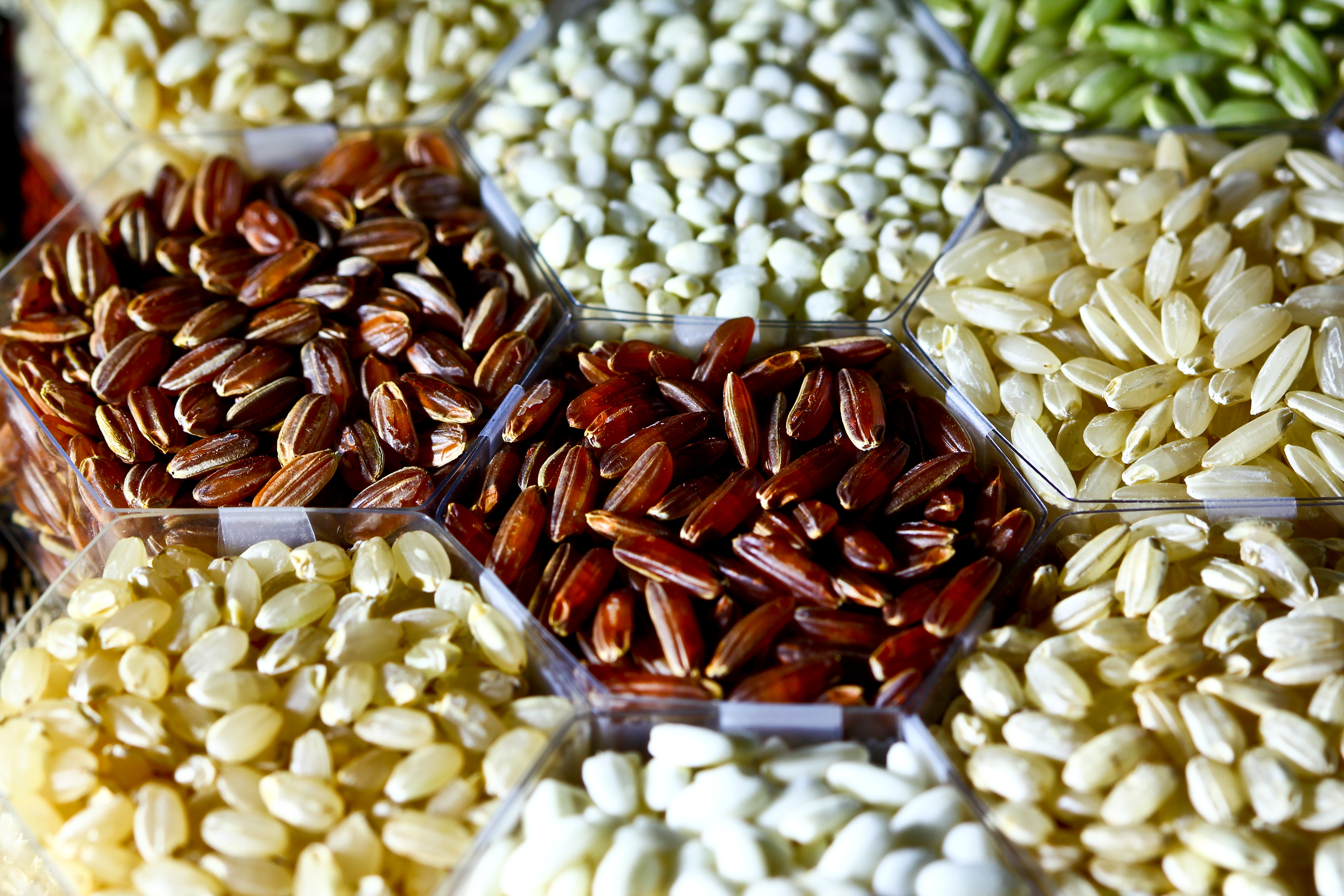
Orez de diferite culori si tipuri
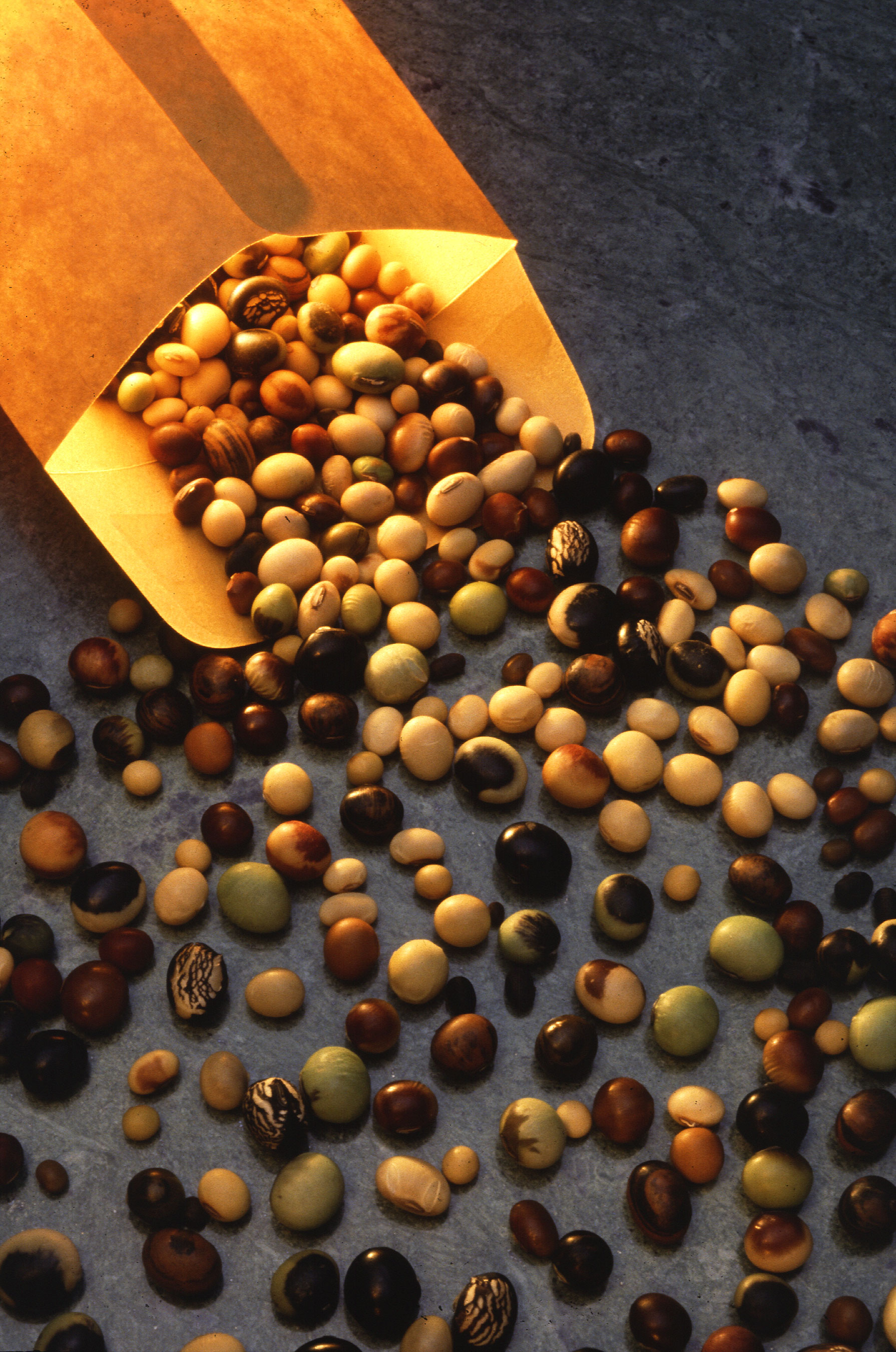
Seminte de soia
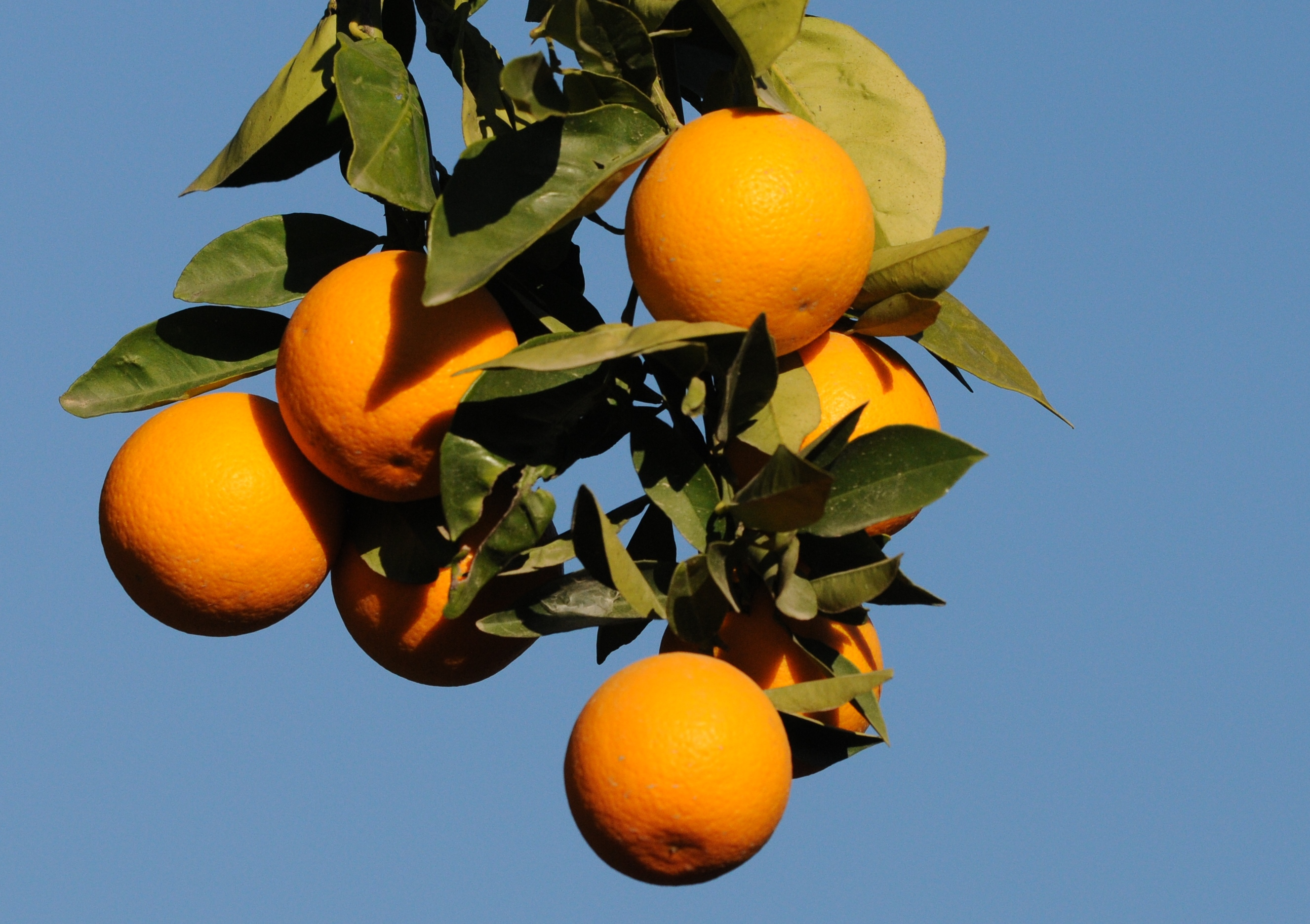
Portocale
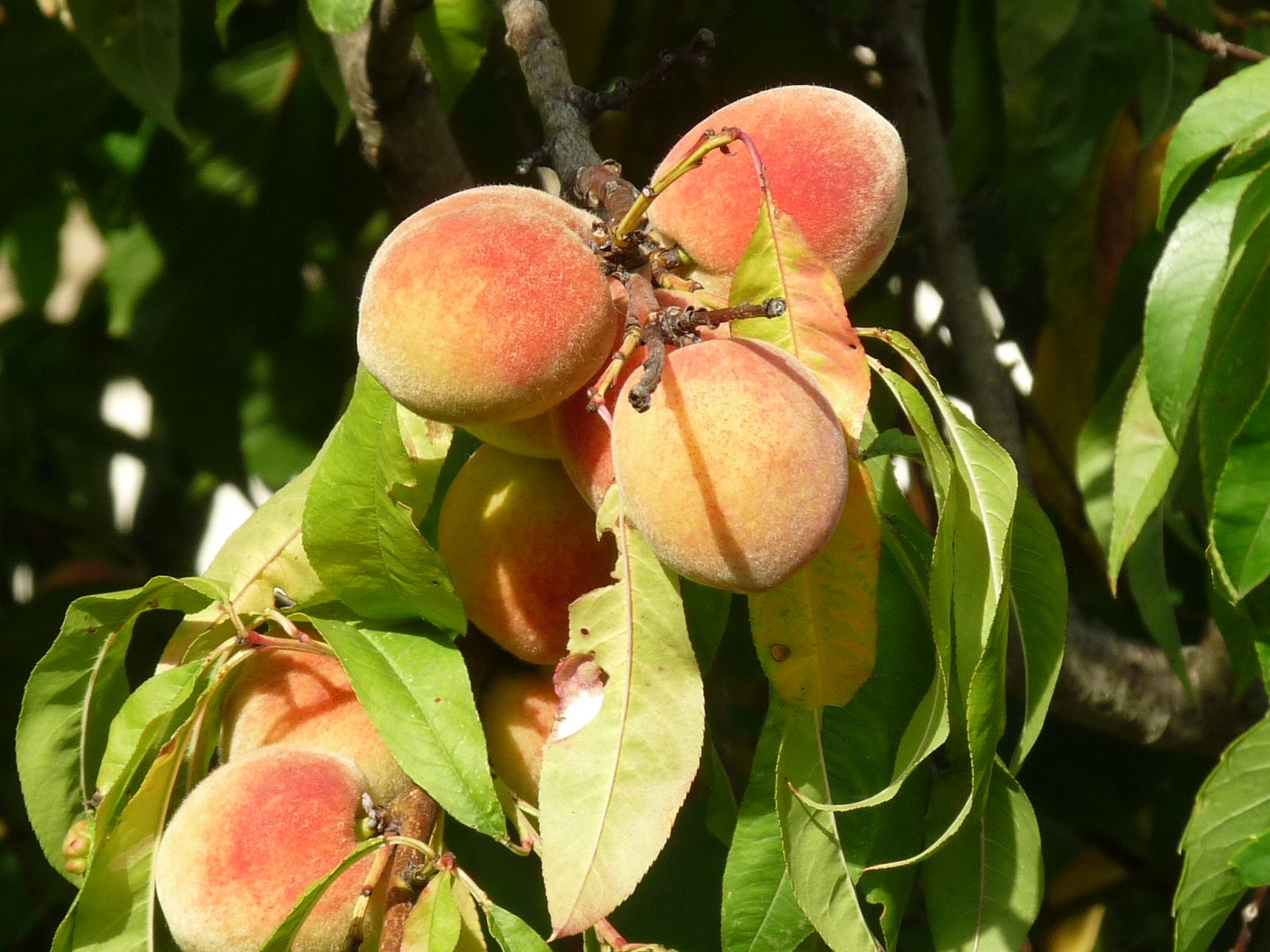
Piersici

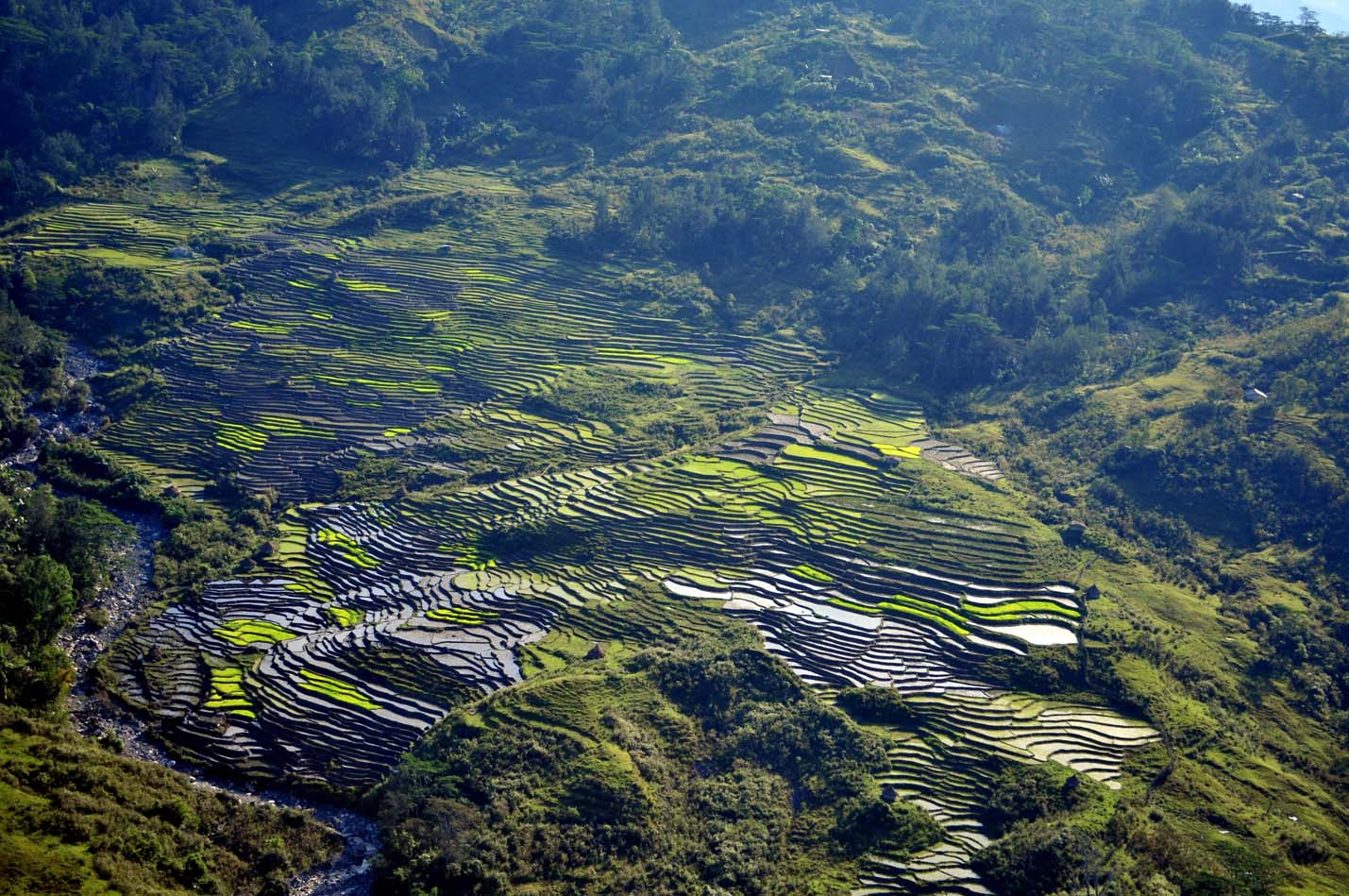
Teren de cutivat orezul

Orezul Sălbatic, despre care se crede că este originar din Australia, a fost cultivat la scară largă în regiunea Asiei. Un mit susține că legendarul împărat al Chinei, Shennong, a fost cel care a domesticit orezul. 
De altfel, dovezi genetice reies la suprafață și indică că orezul provine dintr-o singură serie de domesticire realizată acum 8200-13 500 de ani în regiunea văii răului Perlei din China Antică. 
Anterior, se credea că orezul a fost domesticit pe valea râului Yangtze. 
Din Asia de Est, orezul a fost extins în sud-estul Asiei, fiind ulterior introdus în Europa prin Asia Mică. 
Tot chinezii au fost cei care au domesticit soia și meiul. De altfel,  portocalele și piersicile provin din China. 

### Europa
Bazinul Carpatic fertil a fost locul unde europenii i-au supraviețuit epocii glaciare în teritoriul dintre Dunăre și râurile Tisza.  

### Africa

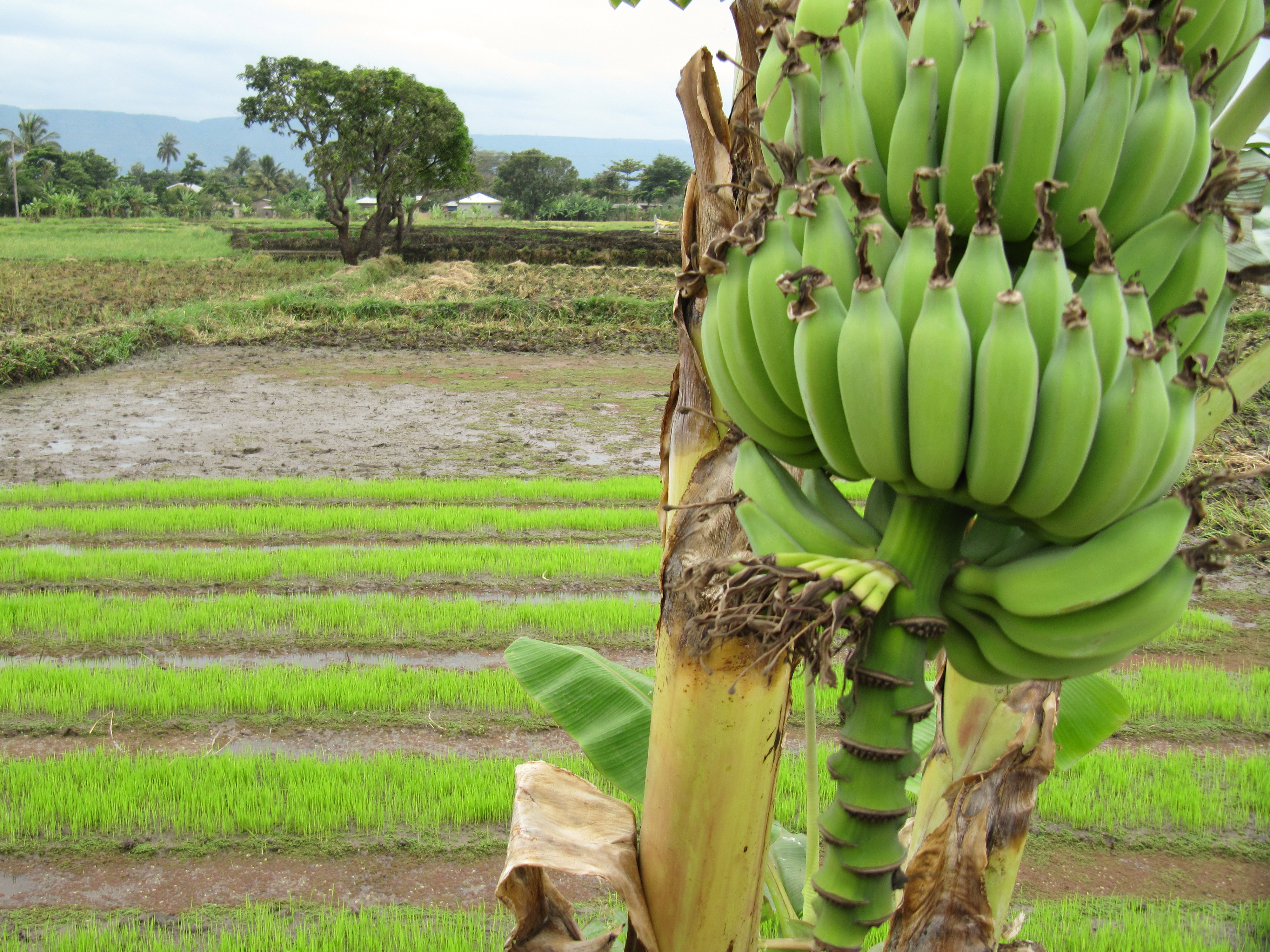
Banana
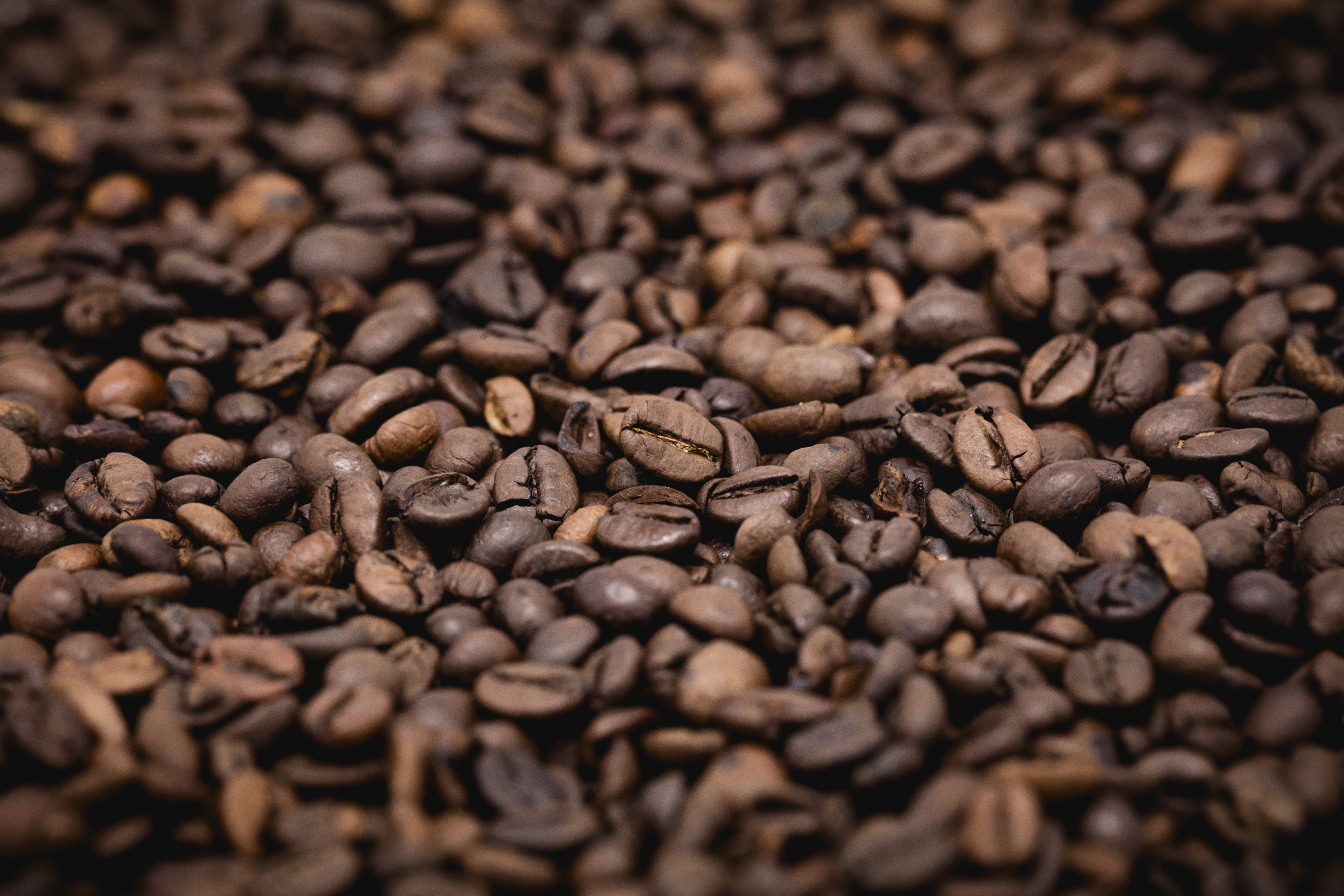
Boabe de cafea
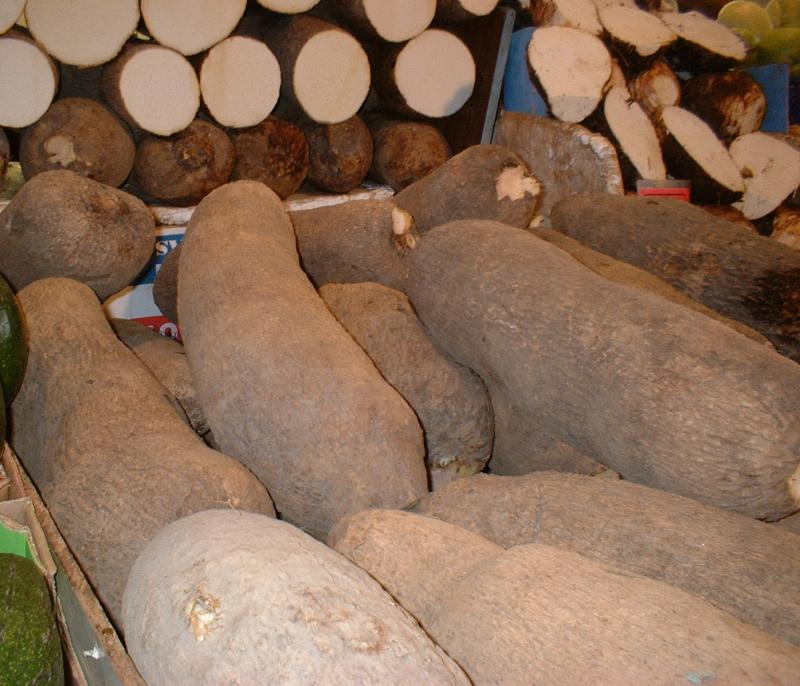
Ignamă

Pe continentul african, Valea Fluviului Nil a devenit emblemă Cornului Abundenței după Tigru și Eufrat. Multe pietre folosite la zdrobirea cerealelor au fost găsite în Egipt, datate din anii 7000 i.en. Totuși, spre deosebire de Mesopotamia, în Egipt, comunitățile agricole respective nu au rezistat constant, fiind abandonate ulterior. Agricultură permanentă avea să-și facă apariția abia în anii 6500 i.en.
Bananale  au fost domesticite pentru prima dată în Sud-Estul Asiei, în Papua Nouă Guinee, fiind redomesticite în Africa abia acum 5000 de ani.   
Boabele de cafea au fost domesticite în înălțimile Etiopiei de azi. 

### Americile

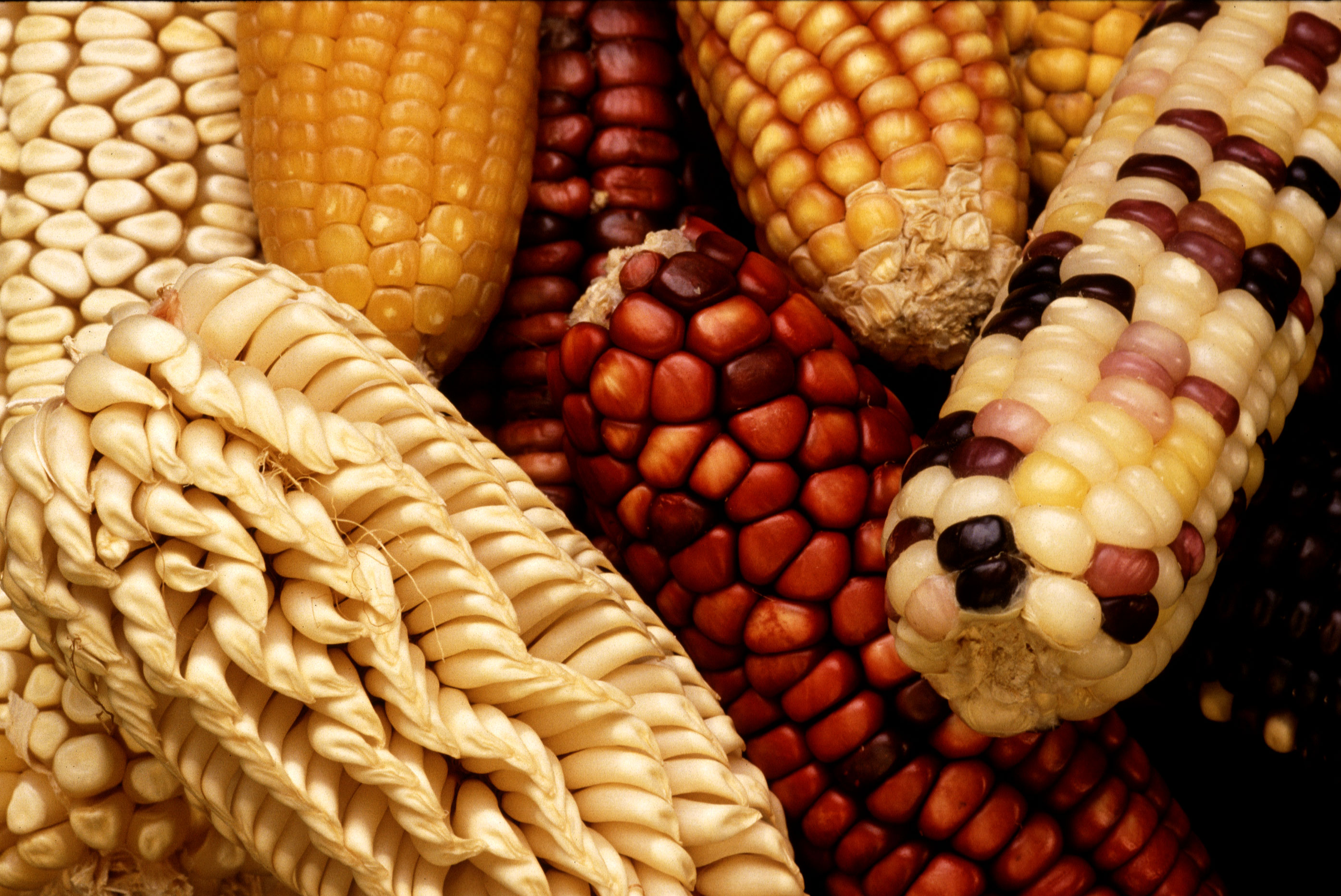
Porumbul, principalul tip de cereala domesticit in Americi
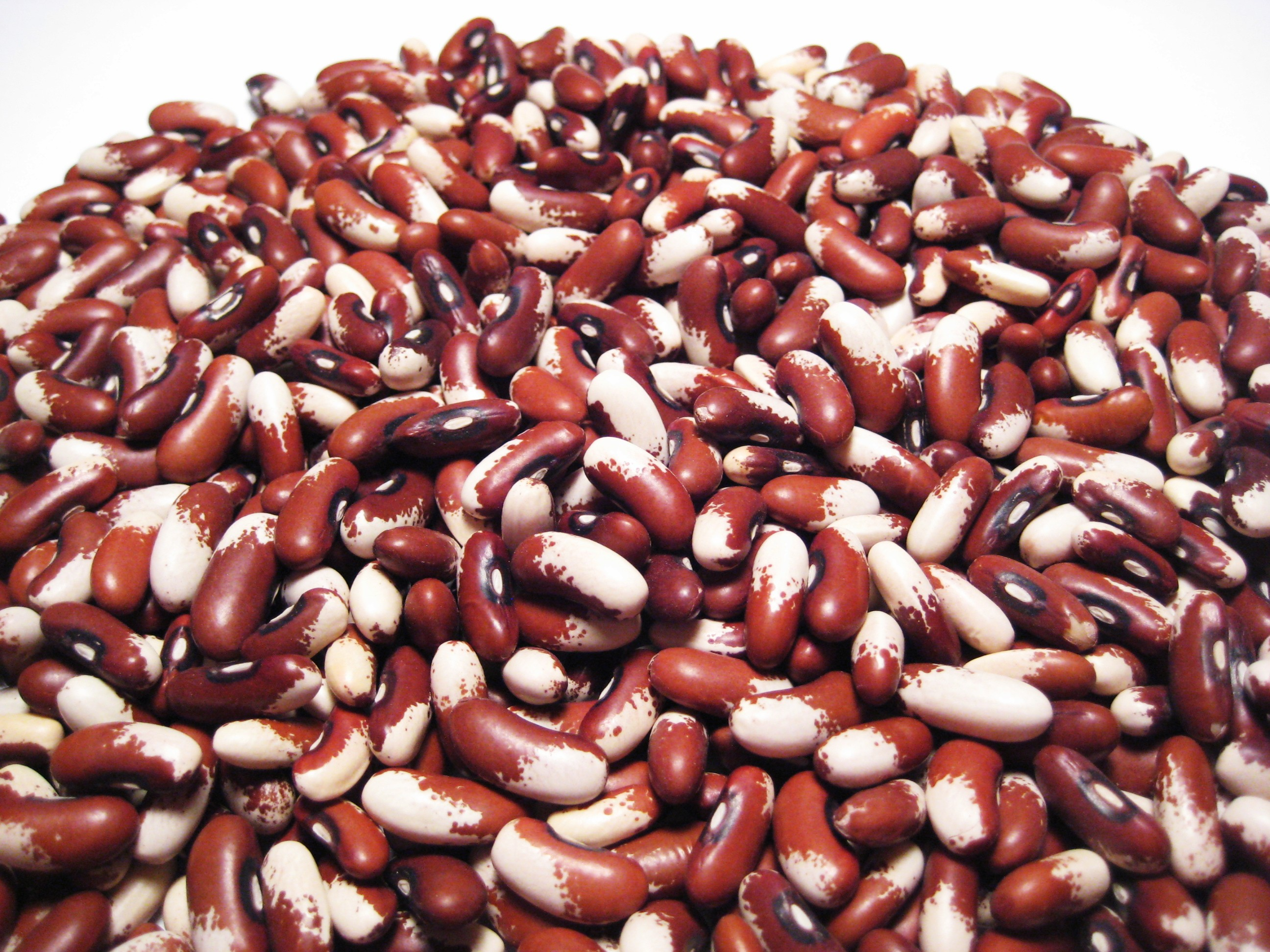
Boabe de fasole
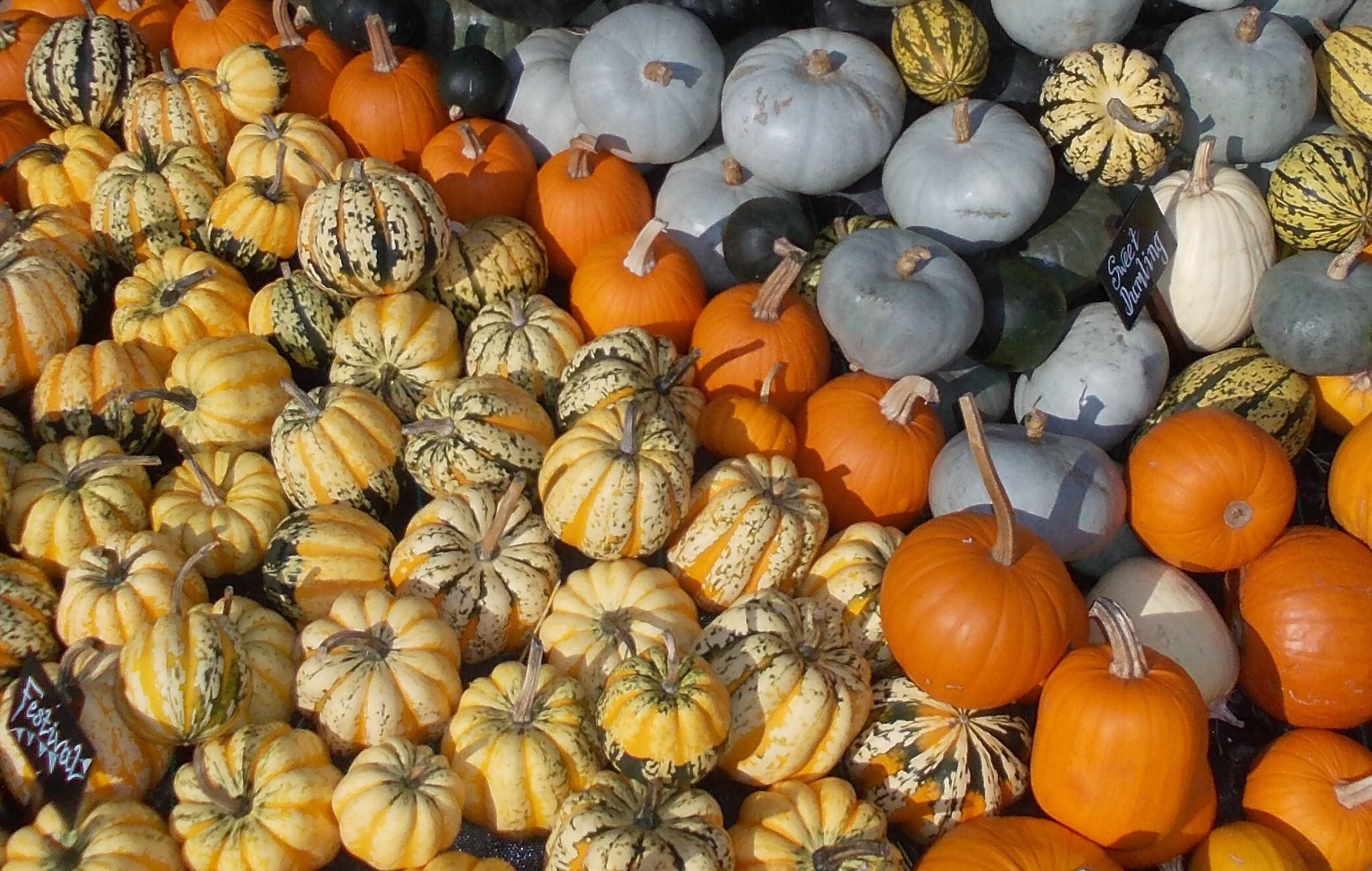
Dovleci
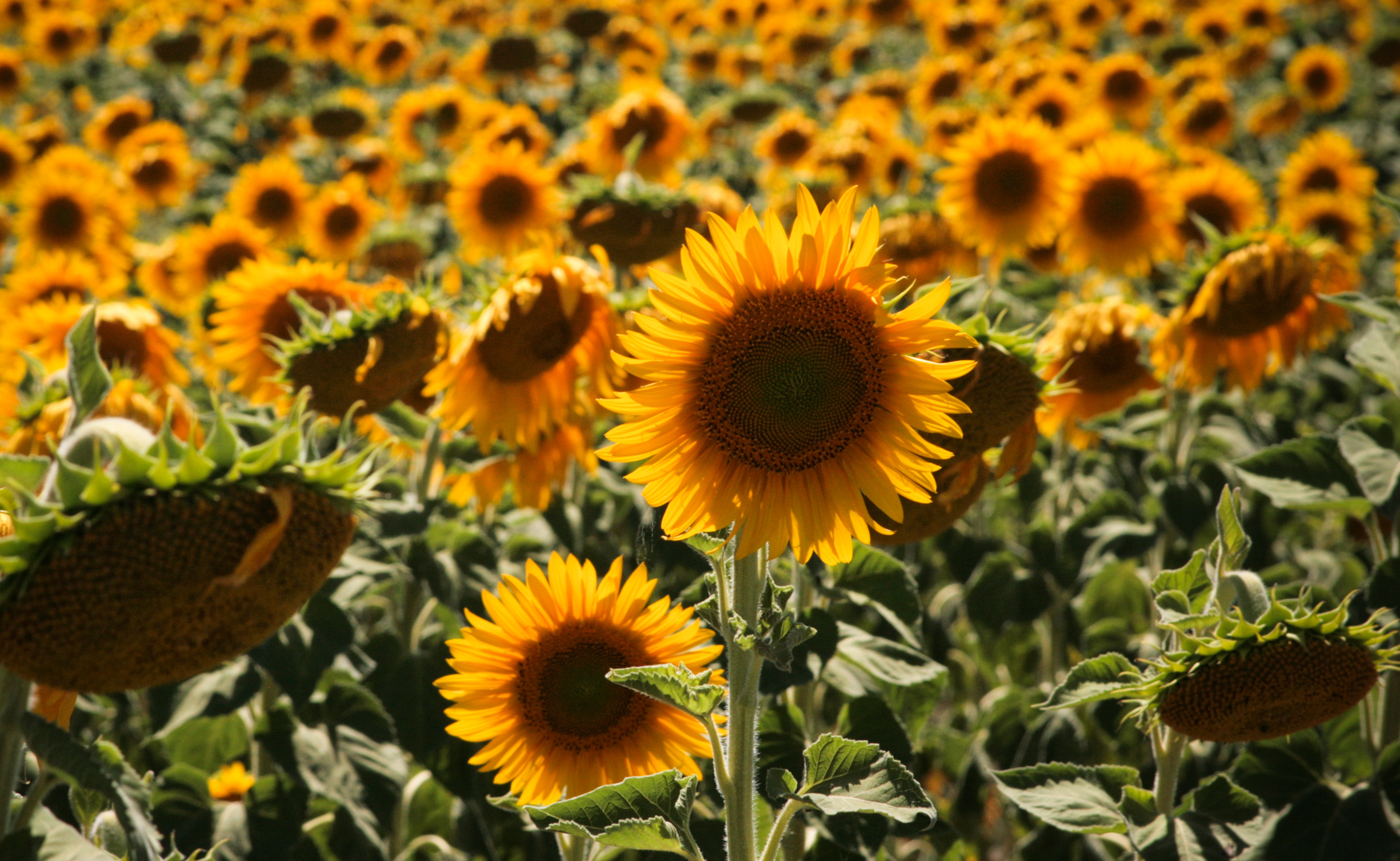
Floarea Soarelui
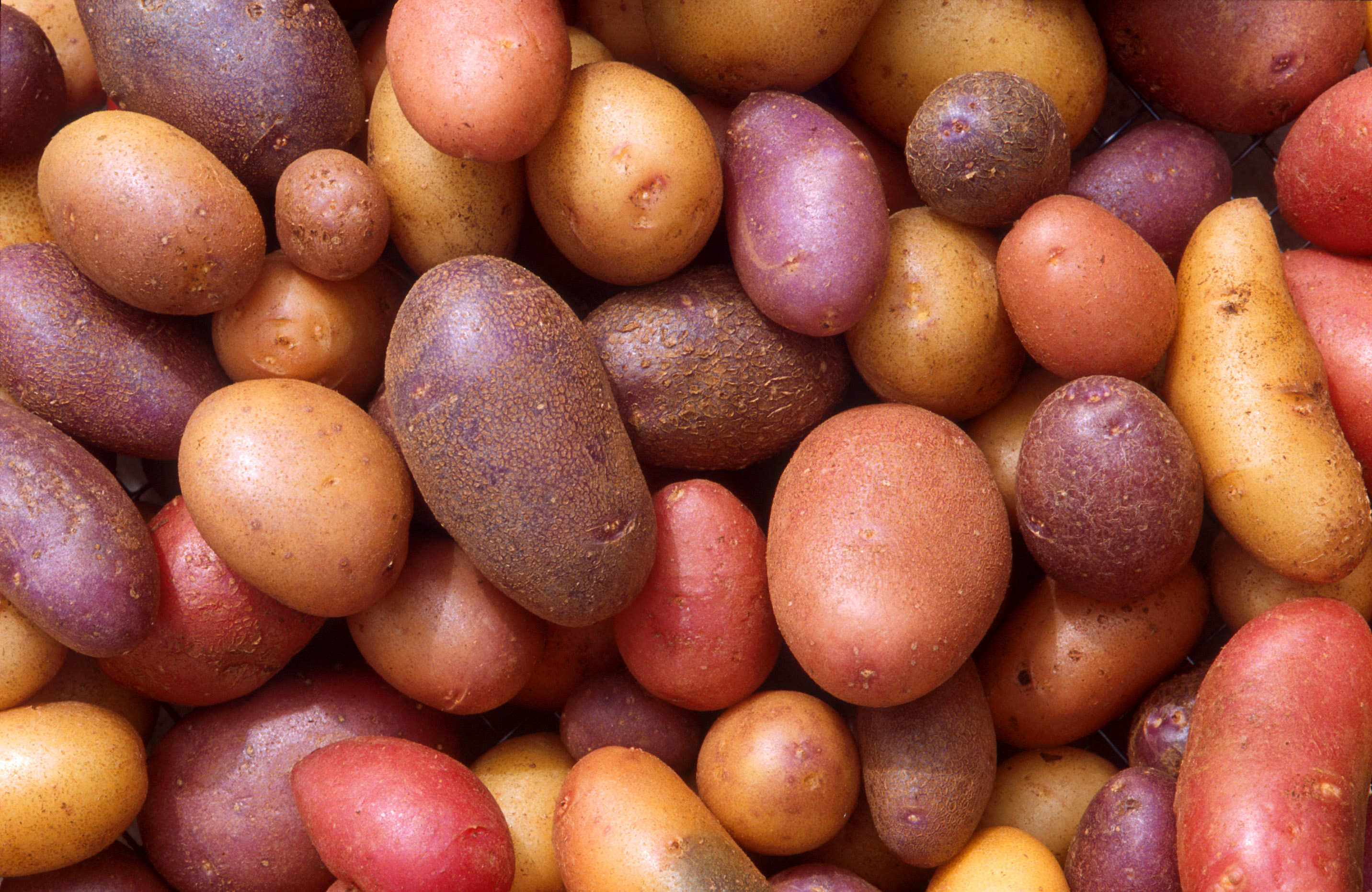
Cartofi

Porumbul, dovleacul și păstăile de fasole au fost domesticite și cultivate în Mesoamerica din anii 6000-4000 i.en.  Cartofii au fost cultivați în America de Sud. Floarea-Soarelui a fost domesticită în anii 2500 i.en. în America de Nord.

## Domesticirea animalelor

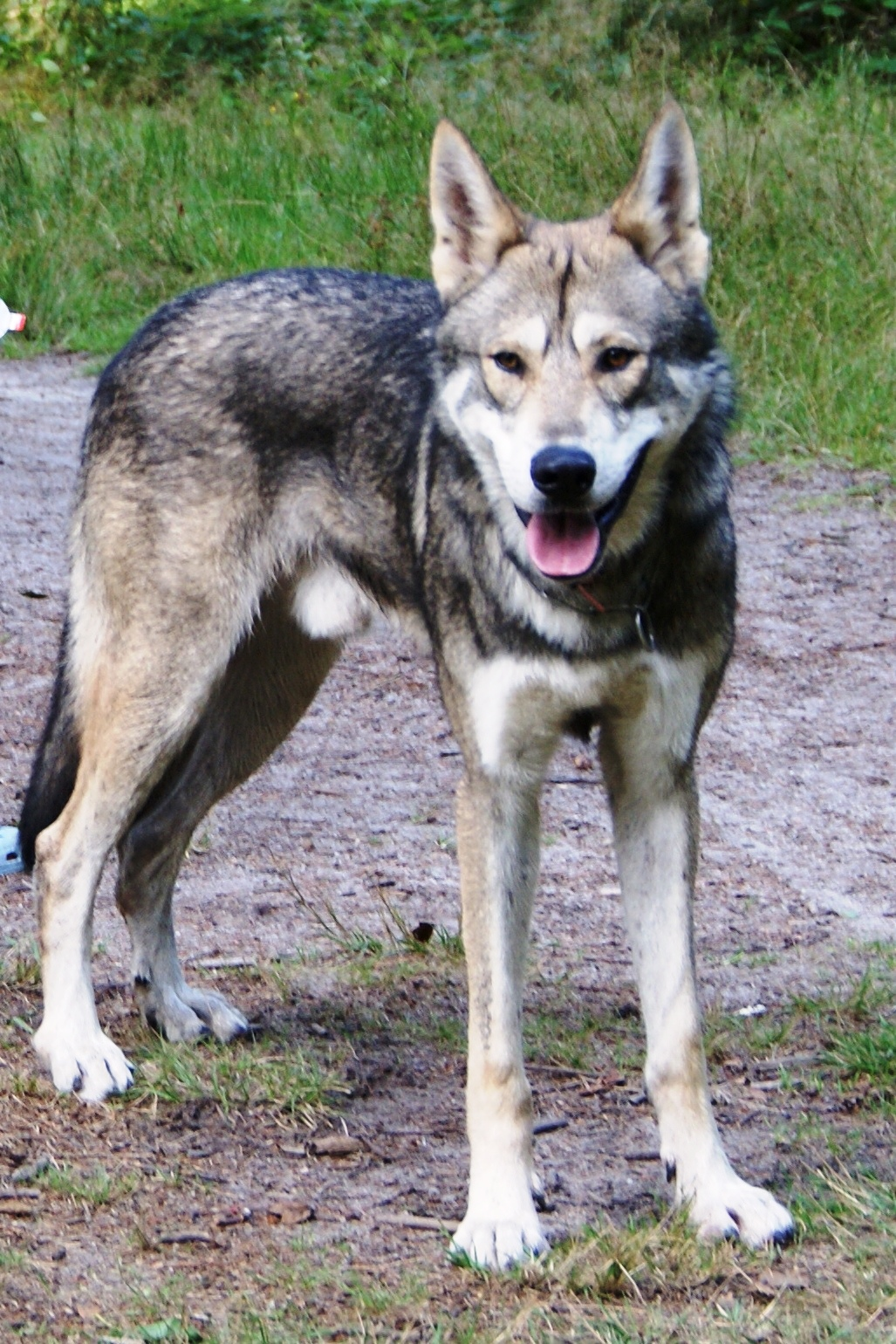
Lupul Cenusiu despre care se speculeaza ca ar fi primul animal domesticit de om, folosit de obicei la pazirea turmelor si locuintei

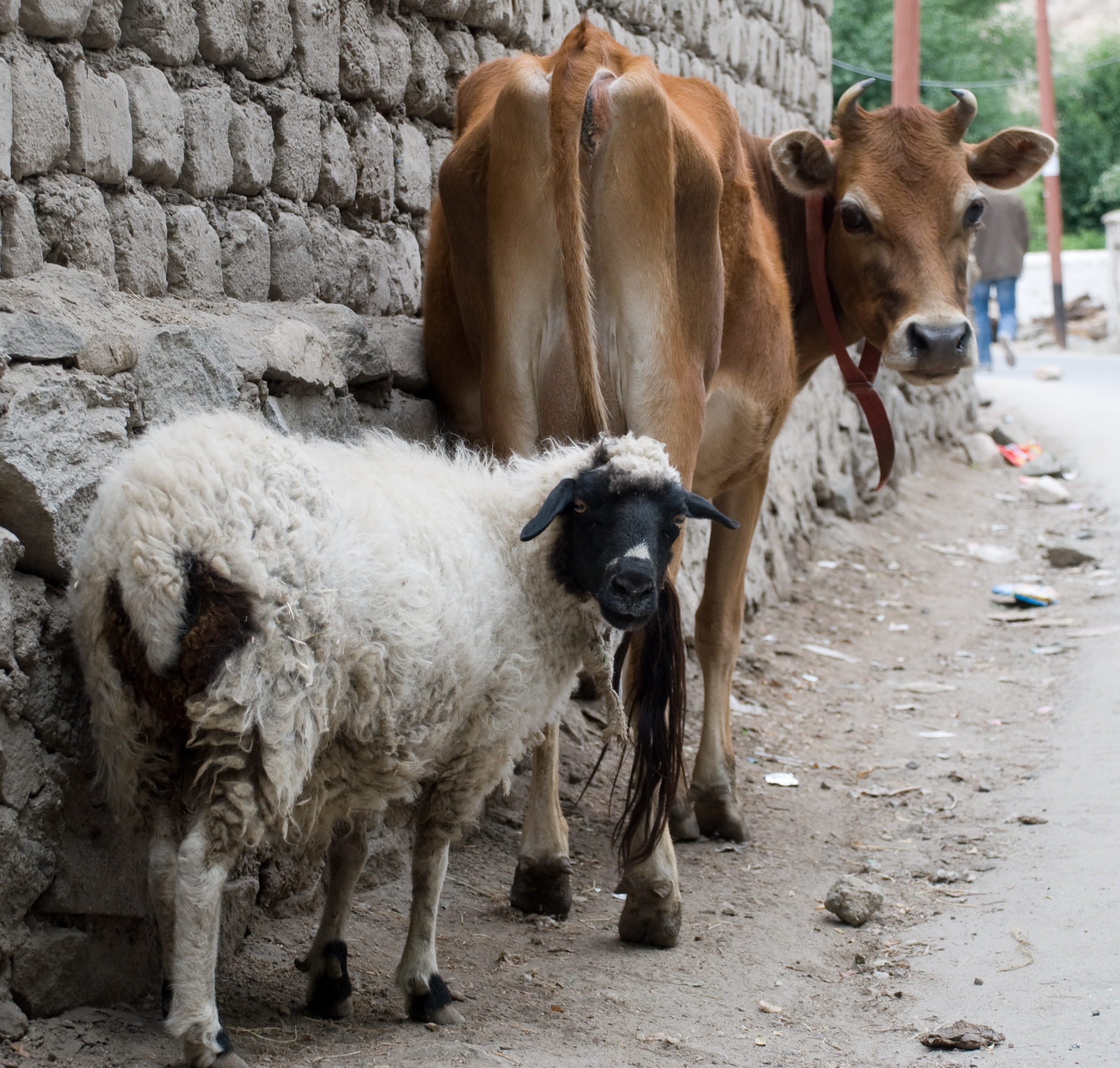
O oaie si o vaca in India

Vânătoarea și Culesul au fost înlocuite cu producția alimentară sedentară, fiind mult mai profitabil să menții animalele la îndemână. Devenise necesar să țină animale domesticite în apropierea sezarilor. 
Înălțimea, temperamentul, dietă,   longevitatea au fost factori ce au influențat domesticirea acestora.
Câinii în Asia de Est au fost primele animale care au fost domesticite acum 15 000 de ani, fiind cel mai ușor să le fie cumpărată loialitatea prin hrănirea acestora, fiind cel mai atașat de om , folosit la paza turmei sau locuinței.  Au fost urmați de oi, găini, curcani, llame, dromaderi,  capre, cai, vaci și porci,animale care erau ușor de domesticit, cu valoare nutritivă mare,  ușor de hrănit, care se reproduceau rapid și în număr mare,  ușor de întreținut în captivitate și care erau inofensive. 
Animalele care ofereau lapte, ca vacile și caprele, erau o sursă de proteine de neînlocuit și foarte valoroasă. Mai erau animale care aveau abilitatea de a munci precum boii duși la plug, ce erau de asemenea și o sursă valoroasă de carne. 
Animalele mai ofereau piele, lână, blană pentru vestimentație și îngrășământ pentru cultivarea plantelor. 
Orientul Mijlociu a servit o sursă inestimabilă de animale variate ce puteau fi domesticite cu ușurință, precum oi, capre și porci.  Tot în această regiune au fost domesticiți is dromaderii și cămilele. 
Multe animale domesticite au fost selectate și încrucișate pentru a deveni mai mari ca mărime și mai supraponderale pentru a oferi cât mai multe calorii cum s-a întâmplat în Grecia unde s-au găsit dovezi arheologice care demonstrează că populația colecta și creștea melci.  
Henri Fleisch a descoperit urme de păstorit în regiunea Văii Bekaa din Liban, ceea ce sugera existența păstorilor timpurii.
Prezența animalelor le-au oferit regiunilor respective și populațiilor locale umane   avantaje în dezvoltarea culturală și economică. Cum climatul din Orientul Mijociu era arid, mulți fermieri erau forțați să plece, luându-și animalele domestice cu ei.  A urmat o emigrare masivă din orientul mijlociu, animalele respective fiind răspandite în toată Afroeurasia. 
Animalele nu erau doar o sursă de carne, ci și de piele, blănuri (din animale vânate sau domesticite), lână (oi, llama, capre din Angora),  lapte (capre, vaci, oi, cai, cămile), folosite pentru   tracțiune (boi, măgari, cai, cămile, câini) sau paza locuinței sau turmei (câinii).

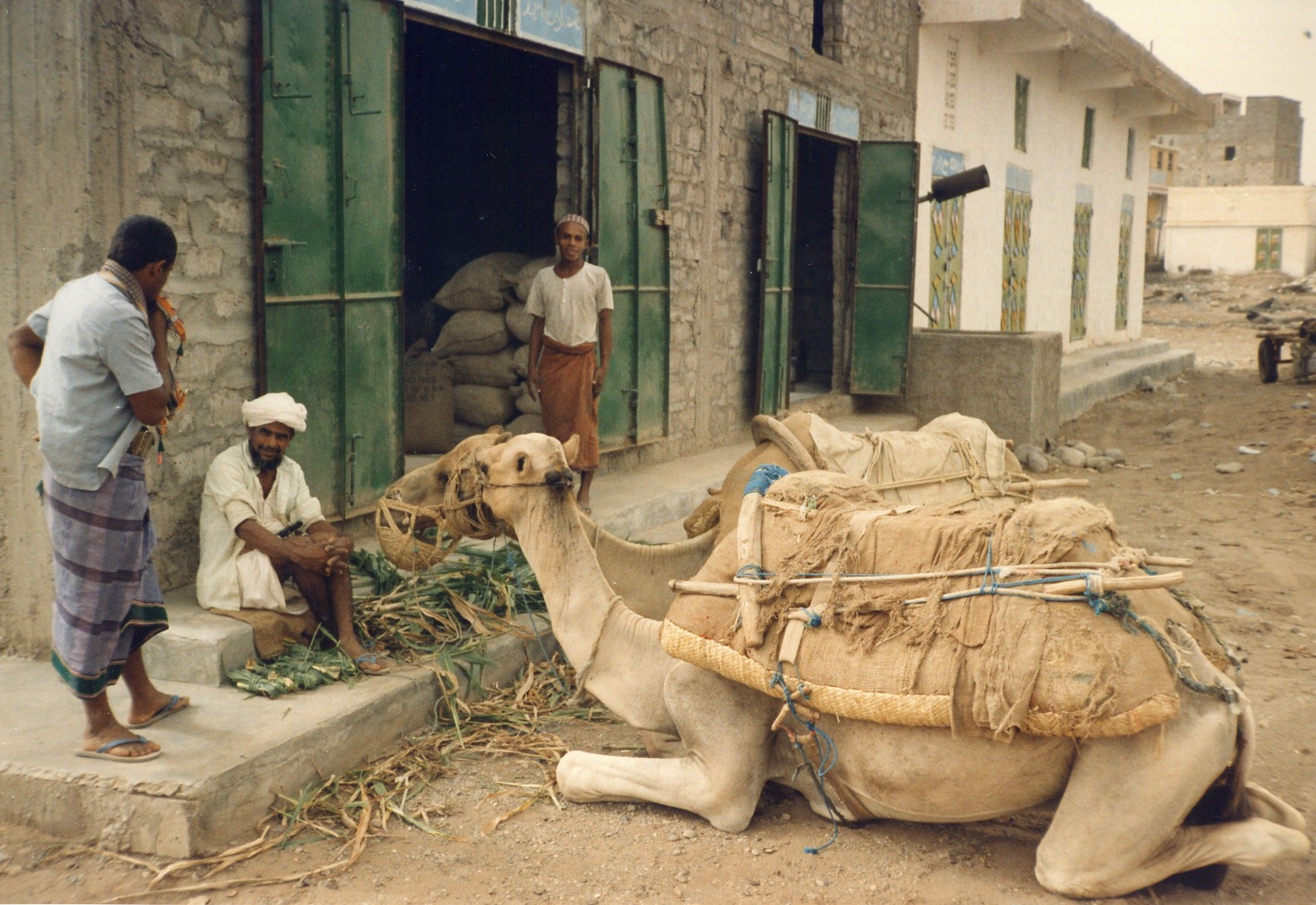
Dromader
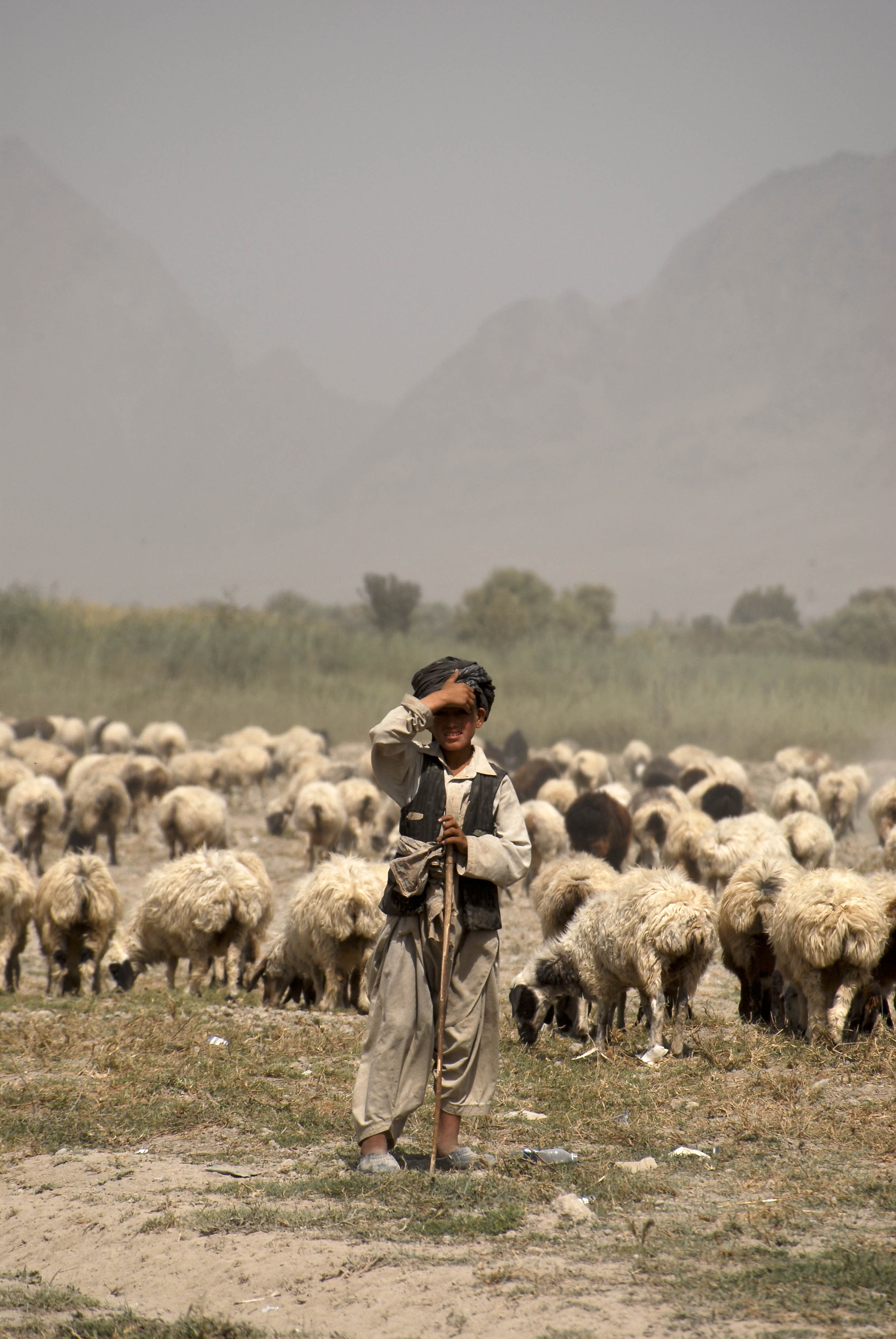
Un pastor afghan si turma sa de oi
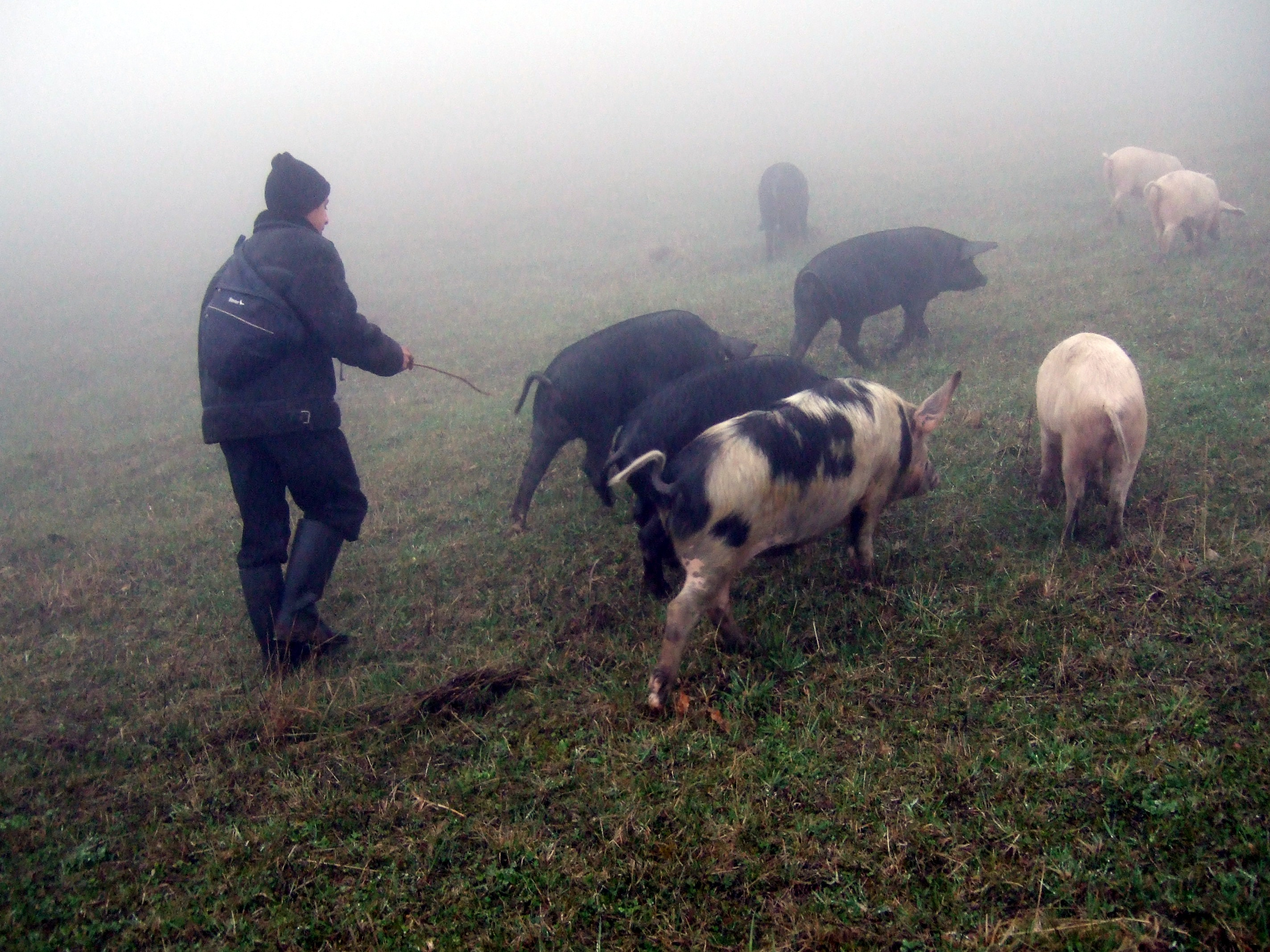
Porcii au rezultat in urma selectiei mistretilor primitivi domesticiti
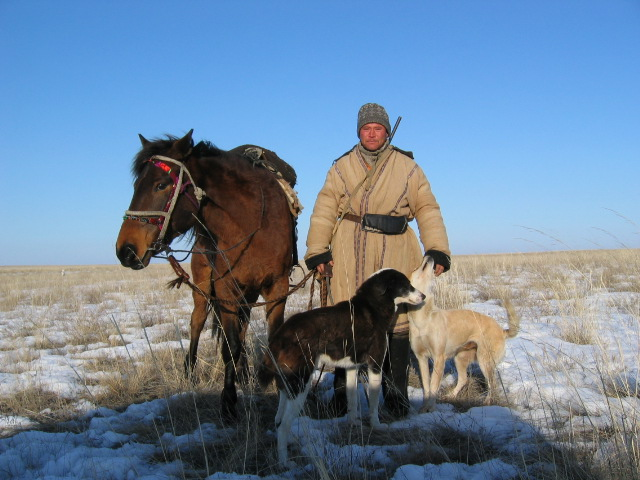
Pastor kazak cu cainele si calul sau
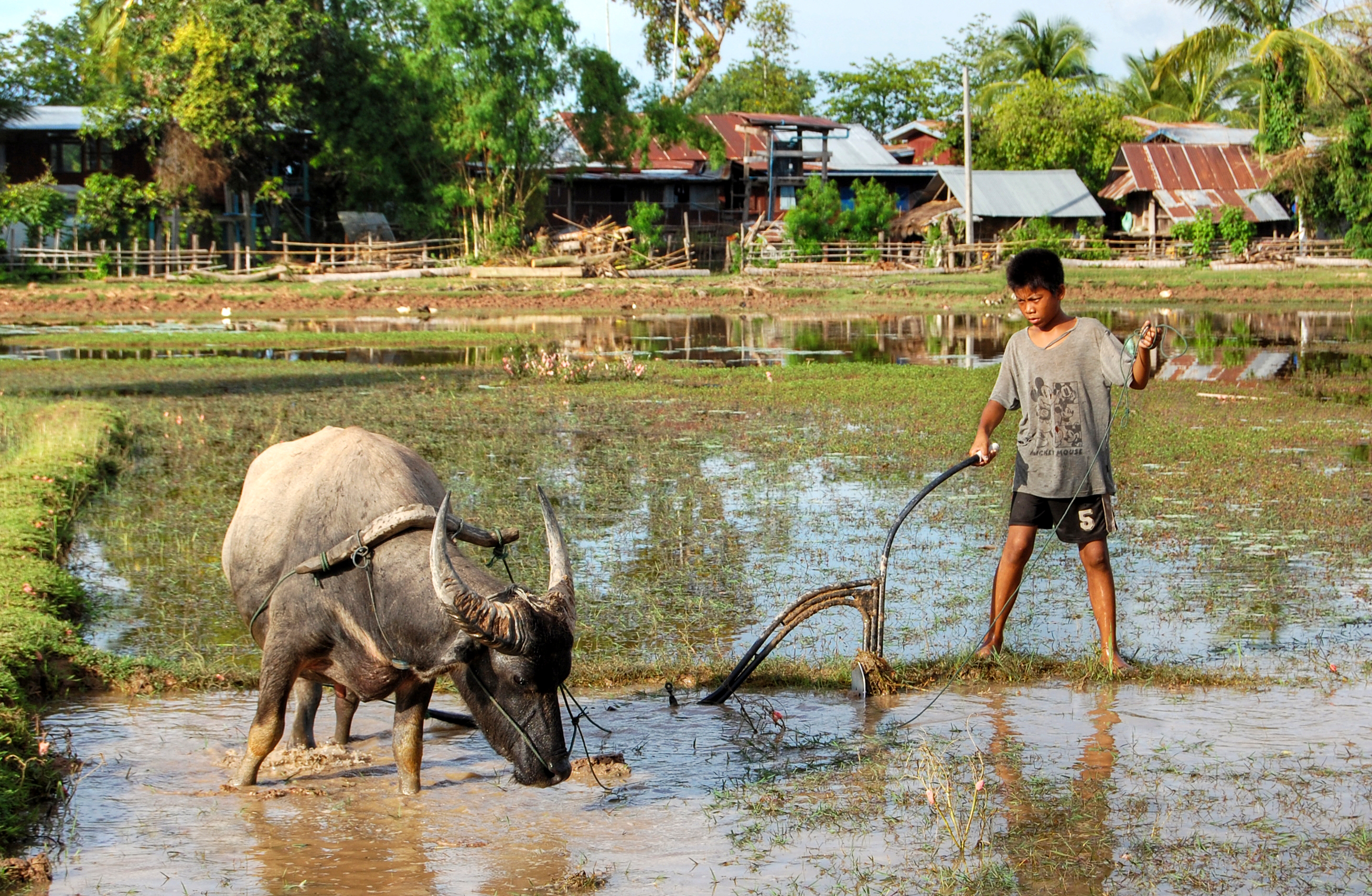
Bou dus cu plugul in Laos
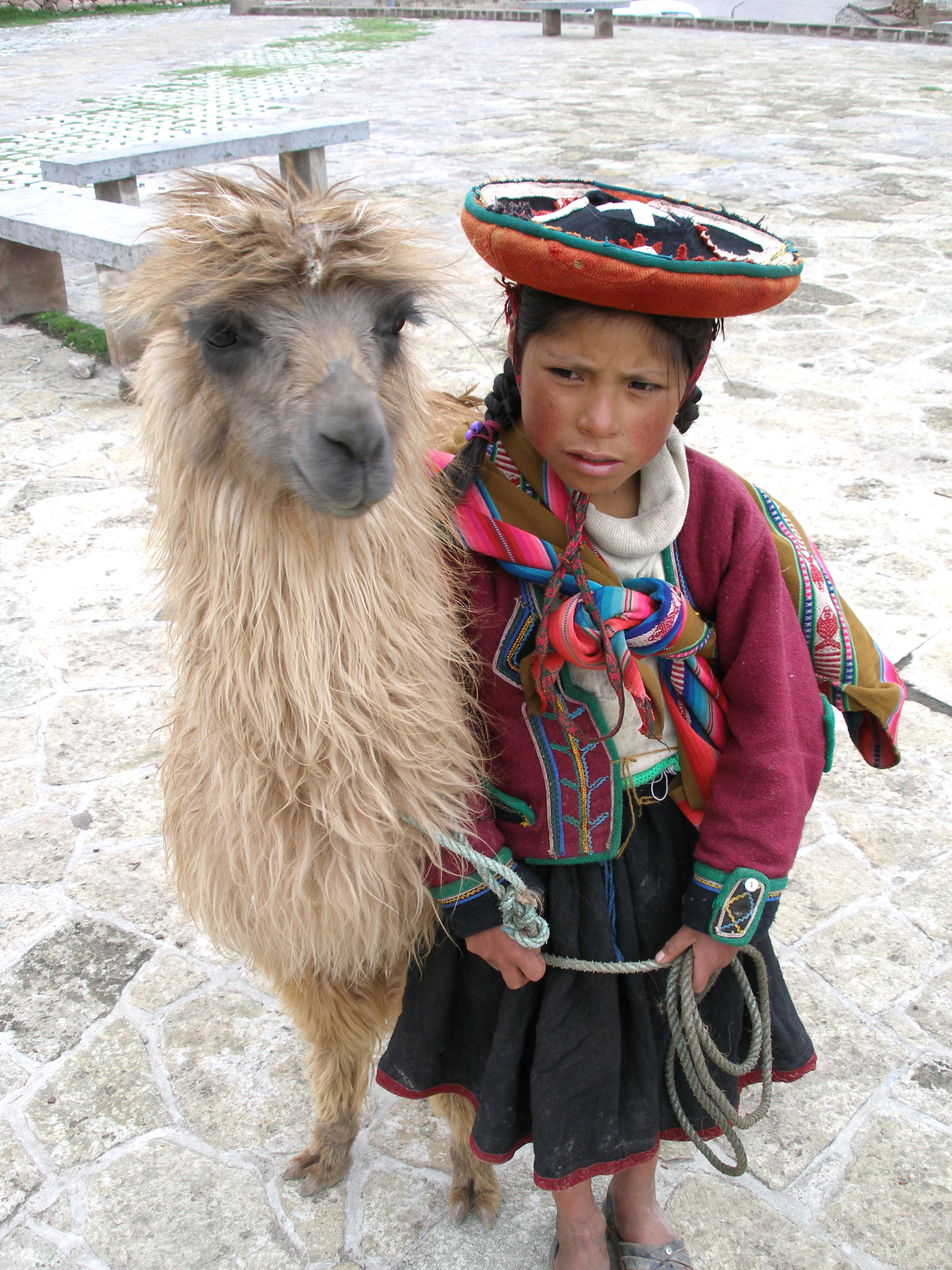
O fata din Peru cu o llama

## Consecințe

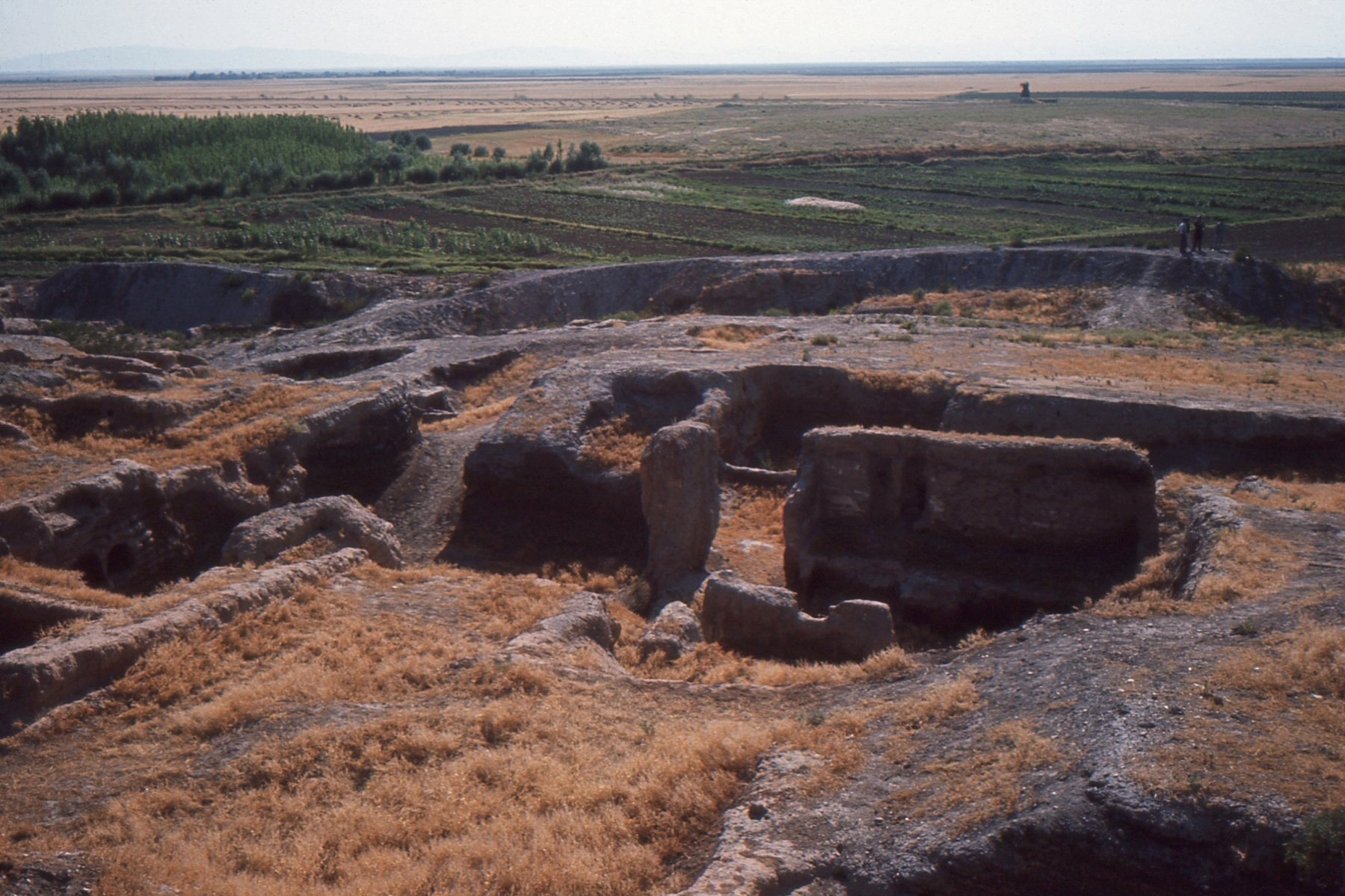
Ruinele orasului Çatalhöyük
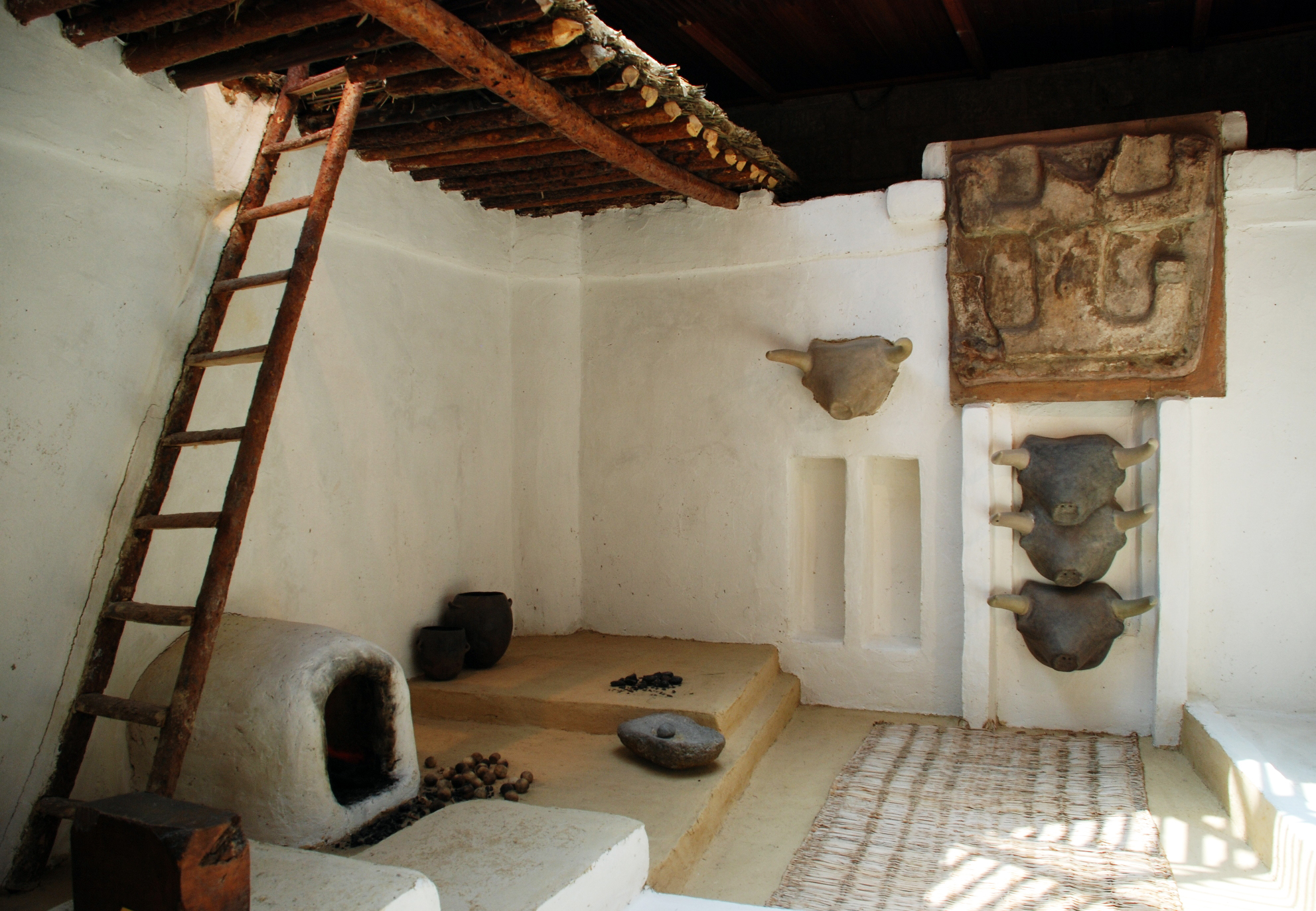
Locuinta neolitica reconstituita dupa ruinele de la CatalHüyük
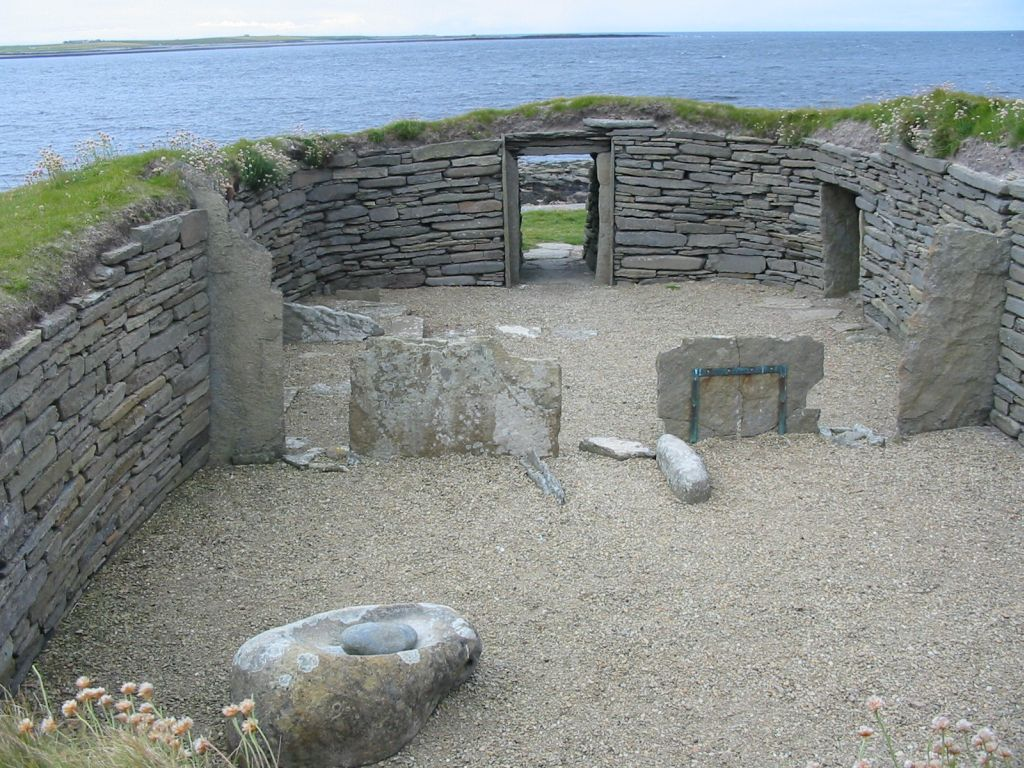
Așezare neolitică din Hovar, Scoția - mileniile 3-4 i.e.n.

În ciuda avansului tehnologic imens, Revoluția Neolitică nu a dus imediat la o creștere rapidă a populației. Beneficiile sale apar după multe efecte adverse, precum războiul pentru resurse, ilegalitatea socială , foametea și bolile. 
Introducerea agriculturii n-a dus la un progres universal. Nutriționismul și standardele hranei din Neolitic erau în general precare și inferioare vânătorilor-culegători. Media de viață  a scăzut din cauza muncii istovitoare și bolilor rezultate din perpetuarea densității în marile aglomerări rurale sau urbane. 
Vânătorii culegătorii lucrau doar 20 de ore pe săptămâna ca să-și dobândească hrana. Fermierii lucrau triplu, ajungându-se în medie la 50-60 de ore muncite pe săptămâna. 
Dieta vânătorilor-culegători era mult mai variantă și balansată spre deosebire de ce oferea agricultura. Înălțimea medie a scăzut de la 1,78 cm pentru bărbați la 1,68 cm, pe când pentru femei a scăzut de la 1,65 cm la 1,55 cm. 
Fermierii erau anemici și de multe ori aveau deficiențe de vitamine chiar dacă aveau o hrană variată. Sufereau de multe deformații de coloană și boli de dinți după consumul excesiv de carbohidrați. 
Cu toate dezavantajele, surplusul de hrană pentru majoritatea populației a asigurat acumularea de produse și unelte și specializarea unor noi forme de muncă și ierarhizarea societății. 
Surplusul de hrană a făcut posibilă dezvoltarea elitei sociale care nu era preocupată de agricultură, meșteșug sau comerț.  
De asemenea, s-au creat divizii sociale adânci și s-a încurajat inegalitatea dintre sexe, femeia fiind însărcinată cu sarcini ușoare precum creșterea copilului și munci gospodărești precum curățenia și gătitul, pe când bărbatul era preocupat cu munca brută sau cu activitățile comerciale/administrative cu rol decizional major. 
S-au dezvoltat forme de gripă, variolă și rujeolă ce s-au răspândit mult mai rapid odată cu apariția agriculturii decât pe vremea vânătorilor-culegători. Multe boli provenite de la animale s-au extins și la populația umană.  Cu toate astea, majoritatea oamenilor au reușit să-și clădească un sistem imunitar puternic pe parcursul timpului decât băștinașii vânători-culegători (a se vedea colonizarea europeană a Americiilor când populații amerindiene au fost eradicate de epidemiile aduse de coloniștii europeni). 

### Anul 1 - Debutul Civilizației umane

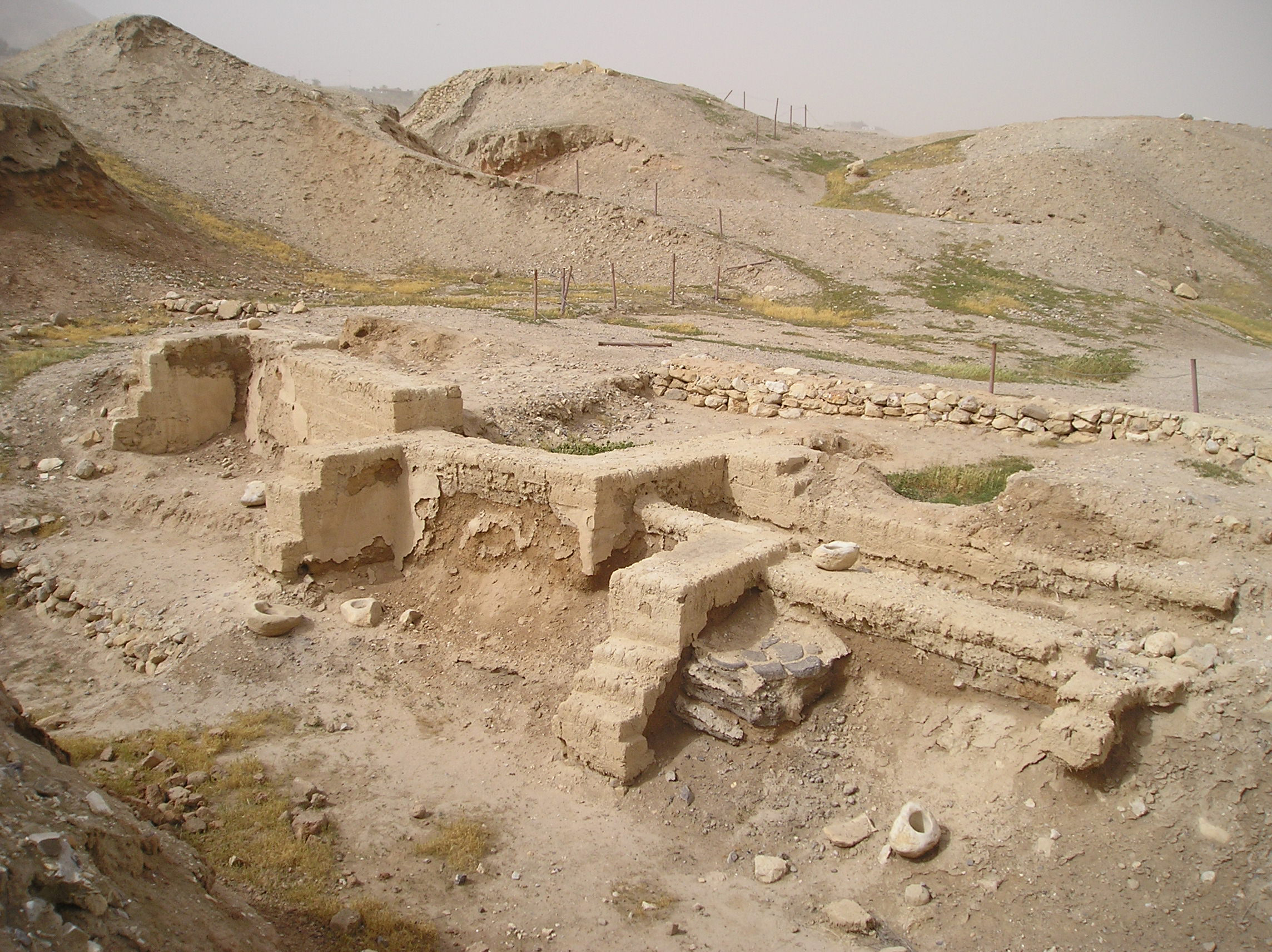
Ierihon
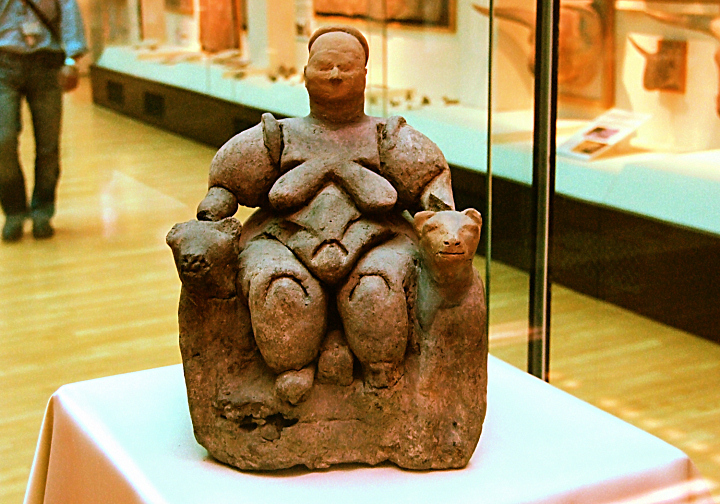
Figurina din lut al Zeitei-Mama
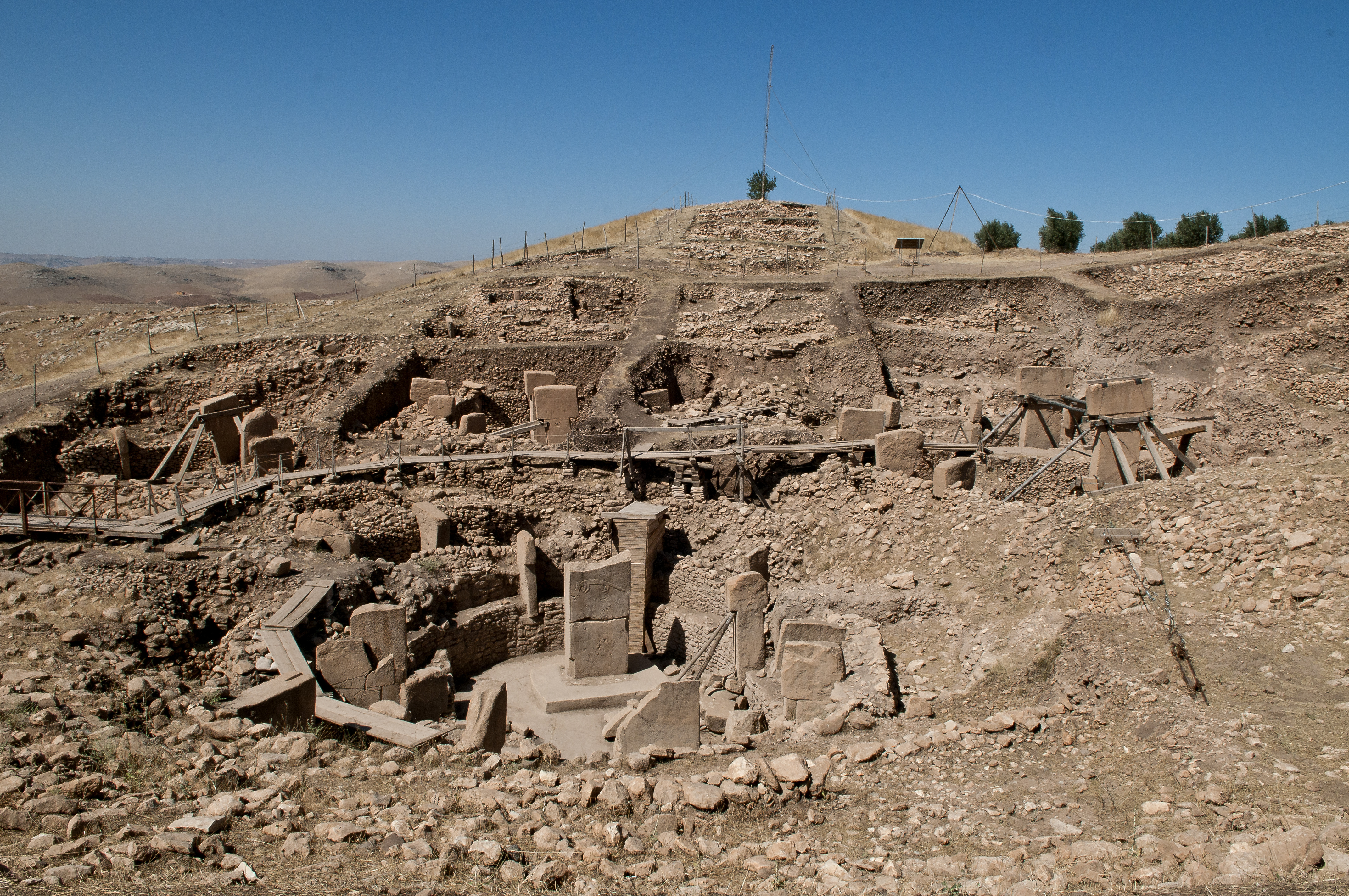
Sanctuarul Göbekli Tepe, Urfa

Specia umană s-a schimbat odată ce a început să modifice mediul natural înconjurător. Omul a devenit prima ființă care a preluat controlul acestei planete. 
Cel mai mare avantaj al revoluției neolitice l-a reprezentat avansul tehnologic și evoluția mentalității umane. 
În anii 10 000 - 8000 i.en., în Turcia de azi, a fost construit primul proiect arhitectonic cunoscut ,   sanctuarul religios Göbekli Tepe, cu ai săi stâlpi înalți de 6 metri și cu o greutate de 400 de tone,  ce poartă pictograme și fresce cu figurine zoomorfe, ceea ce denotă că specia umană începea să aibă un sistem de religie organizată prin a venera natura pentru darurile ei oferite omenirii.
Au  fost construite primele așezări urbane între 10000 î.en. și 5700 î.en.,precum Ierihon prin Palestina sau Çatalhöyük care a fost cel mai mare oraș  neolitic  din sudul Anatoliei.
Un oraș cu clădiri   rudimentare construite din cărămizi de lut sau pământ, populat de 10 000 locuitori. Locuințele erau construite una lângă altă, iar vecinii erau foarte apropiați pentru o mai bună solidaritate și relații bune în chestiuni privind afacerile comerciale, mariajul sau ajutor în gospodărie. Nu existau străzi între casele de lut și nici nu existau uși.  Orașul în sine era un Fagure gigant. 
Toate locuințele aveau ca intrare găuri de acces prin tavan de   unde putea ieși fumul și scări interioare pe care se puteau urca/cobora .  În interior, oamenii efectuau activități gospodărești precum gătitul sau activități meșteșugărești. 
Locuitorii desfășurau activități agricole în afara orașului. 
Morții erau îngropați chiar în podeaua din interiorul caselor.
La capitolul religie, oamenii venerau o zeiță mamă după cum ne demonstrează figurinele din lut descoperite de arheologi.